# Busto Arsizio
Busto Arsizio (, Büsti Gràndi in dialetto bustocco) è un comune italiano di 84 102 abitanti della provincia di Varese in Lombardia. La città è un polo industriale e commerciale di grande importanza situato in un contesto densamente urbanizzato.
Abitata in epoca romana, era conosciuta in età medievale per la concia delle pelli. Nota nel Cinquecento per la lavorazione dei fustagni, si sviluppò nell'Ottocento grazie alle numerose filature e tessiture di cotone.

## Geografia fisica

### Territorio
Il territorio di Busto Arsizio è al limite settentrionale della pianura Padana, nella zona alluvionale dell'alta pianura, a sud delle Prealpi Varesine. È situato nella zona interessata dai pianalti morenici della Valle Olona.
La collocazione del primo insediamento non è casuale: si trovava infatti su un percorso alternativo alla strada del Sempione, detto "strada di Milano", che metteva in comunicazione Milano con il Lago Maggiore.
La casa comunale è situata a 228,18 metri sul livello del mare, come indicato su una facciata del Municipio. Le quote dei punti più basso e più alto sono rispettivamente 194 e 244 m s.l.m., per un dislivello di 50 metri.
Il terreno del territorio di Busto Arsizio è costituito da materiali staccatisi dalle Alpi a causa delle glaciazioni. Si tratta principalmente di ciottoli, ghiaia, sabbia e argilla. Un tempo era coperto da uno sottile strato di humus poco adatto alla crescita di boschi e successivamente alla coltivazione agricola, così da essere in gran parte brughiera, nome che indica quel paesaggio nel quale domina una vegetazione che riesce a svilupparsi in un ambiente arido (il brugo, l'erica, il rovo e la robinia). Infatti, a causa della presenza di strati argillosi, il terreno fatica ad assorbire e trattenere l'acqua piovana, che cade abbondante in questa zona. La falda acquifera sotterranea si trova a parecchi metri di profondità: la sua soggiacenza media è di circa 35 m. Nel territorio di Busto Arsizio sono presenti numerosi pozzi, interconnessi tra loro. Sotto il livello stradale scorrono anche due torrenti, il Tenore e il Rile, un suo affluente.
- Classificazione sismica: zona 4 (sismicità molto bassa), Ordinanza PCM n. 3274 del 20/03/2003

### Clima

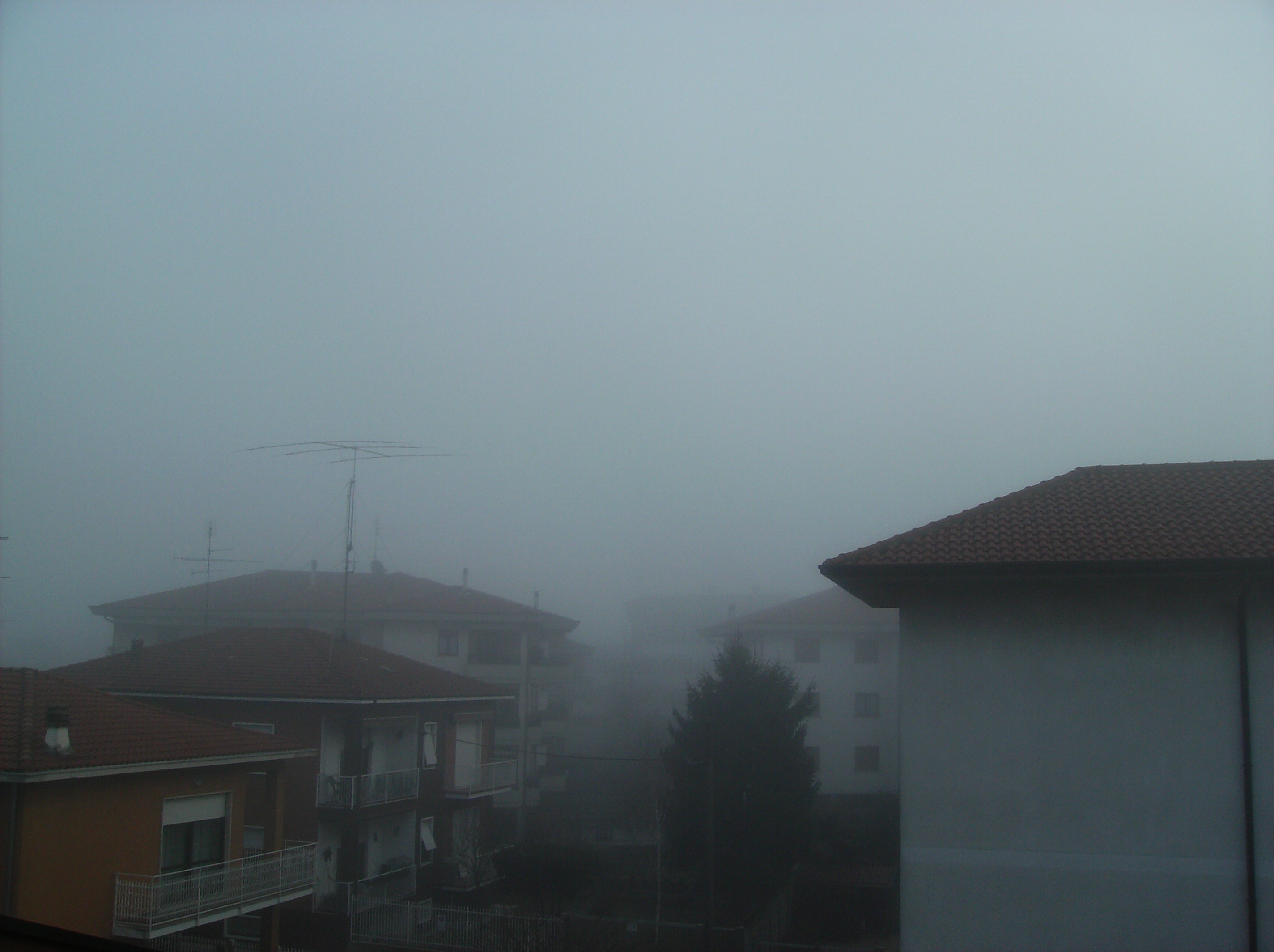
Nebbia a Busto Arsizio in dicembre

Secondo la classificazione climatica il centro abitato è situato in "zona E", 2861 GG.
Il clima di Busto Arsizio è di tipo continentale. Gli inverni sono freddi e presentano molte giornate di gelo. Le estati sono calde e afose. È sempre meno frequente il fenomeno della nebbia.
In base alla media trentennale di riferimento (1961–1990) della stazione meteorologica di Milano Malpensa, situata a meno di 10 km in linea d'aria dal centro di Busto Arsizio, secondo l'Organizzazione Mondiale della Meteorologia, la temperatura media del mese più freddo, gennaio, si attesta attorno a +1 °C; quella del mese più caldo, luglio, è di circa +22 °C, quella media di circa +11 °C. Le precipitazioni medie annue sono pari a 1082 mm con picco primaverile e autunnale e minimo relativo invernale. La media nivometrica è di circa 35 cm annui.
| Milano Malpensa            | Mesi  | Mesi  | Mesi  | Mesi  | Mesi  | Mesi  | Mesi  | Mesi  | Mesi  | Mesi  | Mesi  | Mesi  | Stagioni | Stagioni | Stagioni | Stagioni | Anno    |
| Milano Malpensa            | Gen   | Feb   | Mar   | Apr   | Mag   | Giu   | Lug   | Ago   | Set   | Ott   | Nov   | Dic   | Inv      | Pri      | Est      | Aut      | Anno    |
| -------------------------- | ----- | ----- | ----- | ----- | ----- | ----- | ----- | ----- | ----- | ----- | ----- | ----- | -------- | -------- | -------- | -------- | ------- |
| T. max. media (°C)         | 6,1   | 8,6   | 13,1  | 17,0  | 21,3  | 25,5  | 28,6  | 27,6  | 24,0  | 18,2  | 11,2  | 6,9   | 7,2      | 17,1     | 27,2     | 17,8     | 17,3    |
| T. min. media (°C)         | −4,4  | −2,5  | 0,4   | 4,3   | 9,0   | 12,6  | 15,3  | 14,8  | 11,5  | 6,4   | 0,7   | −3,6  | −3,5     | 4,6      | 14,2     | 6,2      | 5,4     |
| Precipitazioni (mm)        | 67,5  | 77,1  | 99,7  | 106,3 | 132,0 | 93,3  | 66,8  | 97,5  | 73,2  | 107,4 | 106,3 | 54,6  | 199,2    | 338,0    | 257,6    | 286,9    | 1 081,7 |
| Giorni di pioggia          | 6     | 6     | 8     | 9     | 10    | 9     | 6     | 8     | 6     | 7     | 8     | 6     | 18       | 27       | 23       | 21       | 89      |
| Umidità relativa media (%) | 78    | 76    | 69    | 73    | 74    | 74    | 74    | 73    | 74    | 77    | 80    | 80    | 78       | 72       | 73,7     | 77       | 75,2    |
| Vento (direzione-m/s)      | N 3,3 | N 3,3 | N 3,4 | N 3,5 | N 3,3 | N 3,2 | N 3,1 | N 3,0 | N 3,1 | N 3,1 | N 3,4 | N 3,3 | 3,3      | 3,4      | 3,1      | 3,2      | 3,3     |

## Origini del nome
Non è chiara l'origine del nome "Busto Arsizio". Si ipotizza che "Busto" derivi dal latino ambustum ("bruciato"), attraverso una divisione popolare delle sillabe in am-bustum invece di quella corretta amb-ustum; questa origine potrebbe essere riferita a un terreno piuttosto secco o a un incendio che avrebbe colpito anticamente l'abitato.
La seconda parte del nome, "Arsizio", aggiunta solo verso il XIII secolo, potrebbe essere una duplicazione del precedente (richiama infatti l'aggettivo "arso"), oppure potrebbe derivare dal latino ars, con allusione all'operosità degli abitanti, o ancora dal greco arsi, "sollevare". Si farebbe probabilmente riferimento alla rivolta degli Insubri contro i Romani ai tempi della costruzione del Castrum di Seprio, quando durante una sommossa un incendio bruciò l'allora avamposto gallo-romano, oppure al periodo dell'invasione di Federico Barbarossa del 1176, il quale rase al suolo e bruciò Milano e i territori nei pressi della città che provvedevano al suo approvvigionamento.
Secondo un'altra ipotesi, il termine "Arsizio" deriverebbe invece dal germanico hard (termine legato alla metallurgia), poi traslato, attraverso il tardo latino ardicium, arsitium, al volgare arsitio. Il toponimo si riferirebbe alla principale attività degli abitanti del borgo, la produzione del filo di ferro, ancora oggi chiamato in dialetto bustocco "ardìa", e alle numerose fucine presenti nel borgo e ai loro fuochi, che sarebbero richiamati anche dalla fiammella posta nella parte inferiore dello stemma cittadino.
Il toponimo "Busto" compare anche nei nomi di comuni spagnoli, come ad esempio Busto de Bureba, mentre il toponimo "Arsizio" compare anche nel nome del comune ticinese di Brusino Arsizio.
In effetti, l'interpretazione meno ostica del nome sembra essere quella che lo riporta alle prime invasioni longobarde, periodo in cui le parole tardo-latine si andavano facilmente a mescolare con quelle della lingua degli invasori; dunque dall'aggettivo germanico wüst ('deserto, abbandonato') e dal sostantivo basso-latino arxitium ('fortilizio'), a ricordare probabilmente i presidi militari bizantini che lasciavano le loro posizioni e si ritiravano di fronte all'avanzata delle preponderanti forze nemiche.
Anticamente, accanto a "Busto Arsizio", era comune l'indicazione della città come "Busto Grande".
Nel dialetto locale, appartenente al lombardo occidentale, è chiamata Büsti Gràndi (letteralmente Busto Grande), per distinguerla da Büst Picul (Busto Piccola, che indica la città di Busto Garolfo) e da Büsti Cava (Buscate/Büscàa).

## Storia
Secondo alcune ipotesi, Busto Arsizio ebbe origini liguri. La distribuzione urbanistica della città di Busto Arsizio dimostra la successiva presenza dei Romani. Da un punto di vista amministrativo, faceva parte della regio XI Transpadana. Da Busto Arsizio, in epoca romana, passava la via Severiana Augusta, strada romana consolare che congiungeva Mediolanum (la moderna Milano) con il Verbannus Lacus (il Lago Verbano, ovvero il Lago Maggiore, e da qui al passo del Sempione (lat. Summo Plano).
Nota nell'Alto Medioevo per la concia delle pelli, la prima menzione della città risale al 922, anno in cui il nome del locus viene citato in alcuni documenti di notai. Con decreto del cardinale Carlo Borromeo, il 4 aprile 1583 Busto Arsizio, venne staccata dal vicariato del Seprio e messa a capo di quella che fino ad allora era la pieve di Olgiate Olona con un podestà proprio.
Le origini di quello che fu un centro tessile di primaria importanza sono da ricercarsi nel Medioevo: nel 1375 "quasi in ogni casa batte un telaio", come testimoniato qualche secolo più tardi dallo storico Pietro Antonio Crespi Castoldi nella sua storia di Busto Arsizio (De Oppido Busti Relationes).
Nella seconda metà dell'Ottocento iniziò lo sviluppo del borgo al di fuori della cinta difensiva, lungo la strà Balon (attuale corso XX Settembre) e la strada Garottola (attuale via Mameli). Il 30 ottobre del 1864 Busto Arsizio ottenne nel Regno d'Italia il titolo di città. Grazie all'attività di Enrico dell'Acqua, sul finire dell'Ottocento acquistò la duplice natura di città cotoniera e meccanica, situazione che le assicurò a lungo fortuna e benessere.
Molti imprenditori costruirono le proprie ville nello stile in voga nei primi anni del Novecento, stile Liberty, parte importante del patrimonio architettonico bustocco. All'inizio del XXI secolo Busto Arsizio è un moderno centro industriale e commerciale di 83 555 abitanti che si colloca in una delle zone più industrializzate d'Europa, l'Altomilanese.

### Simboli
Stemma
(Art. 2 comma 2a dello Statuto Comunale)

Gonfalone civico

Le origini dello stemma della città si possono far risalire al XV secolo. Infatti compare formalmente per la prima volta in una miniatura di Francesco Crespi de Roberti all'interno di un antifonario (sanctorum totius anni more ambrosianum) conservato nella Basilica di San Giovanni. La lettera "B" con sottostante una fiamma, forse a rappresentare il verbo latino burere che farebbe riferimento a "Busto bruciata" ovvero "Busto Arsizio", è il simbolo entrato anche a far parte nel 2006 del nuovo gonfalone della provincia di Varese per iniziativa del bustocco Marco Reguzzoni, all'epoca presidente della Provincia.
Non è chiaro l'evento al quale vada correlata la fiamma: secondo una prima ipotesi agli incendi causati dal principe celta Belloveso all'antico villaggio, secondo una seconda ipotesi la fiamma sarebbe un riferimento al rogo di cadaveri in seguito ad una battaglia avvenuta nelle campagne circostanti all'abitato, mentre secondo una terza ipotesi la fiamma sarebbe un simbolo dei frequenti incendi a cui il villaggio, composto da case di legno e paglia, era soggetto.
Uno stemma composito nel quale sono raccolti gli stemmi delle famiglie Marliani e Visconti, oltre agli stemmi di Busto Arsizio e dei capitoli di San Giovanni e di San Michele, è inserito alla base della vetrata del Duomo di Milano dedicata alla vita di san Carlo.
Gonfalone
Il gonfalone è stato concesso con regio decreto del 2 dicembre 1937.
(Art. 2 comma 2b dello Statuto Comunale)

### Onorificenze
La città di Busto Arsizio è stata insignita il 2 giugno 1963, da parte dell'allora presidente della Repubblica Antonio Segni, della Medaglia d'oro ai benemeriti della scuola, della cultura e dell'arte:
Busto Arsizio fa parte delle città decorate al valor militare per la guerra di Liberazione. Il 9 aprile 1979 è stata insignita, da parte dell'allora presidente della Repubblica Sandro Pertini, della medaglia di bronzo al valor militare per il ruolo rilevante tenuto e i meriti acquisiti durante la lotta partigiana nel corso della guerra di Liberazione al termine seconda guerra mondiale (l'emittente locale Radio Busto Libera fu la prima ad annunciare la caduta del regime fascista): 

## Monumenti e luoghi d'interesse
(Gian Alberto Bossi, Carme Ad Bustienses, f. 96r)
Pur essendo una città essenzialmente industriale, l'urbe di Busto Arsizio conserva numerosi monumenti di carattere ecclesiastico. Inoltre lo sviluppo economico ad inizio del XX secolo ha comportato il fiorire di costruzioni in stile Liberty e art déco, che ancora si possono osservare passeggiando per le vie della città. L'importante testimonianza del Liberty bustocco ricorda gli antichi sfoggi di una grande potenza industriale che fu chiamata la "Manchester d'Italia".

### Chiese

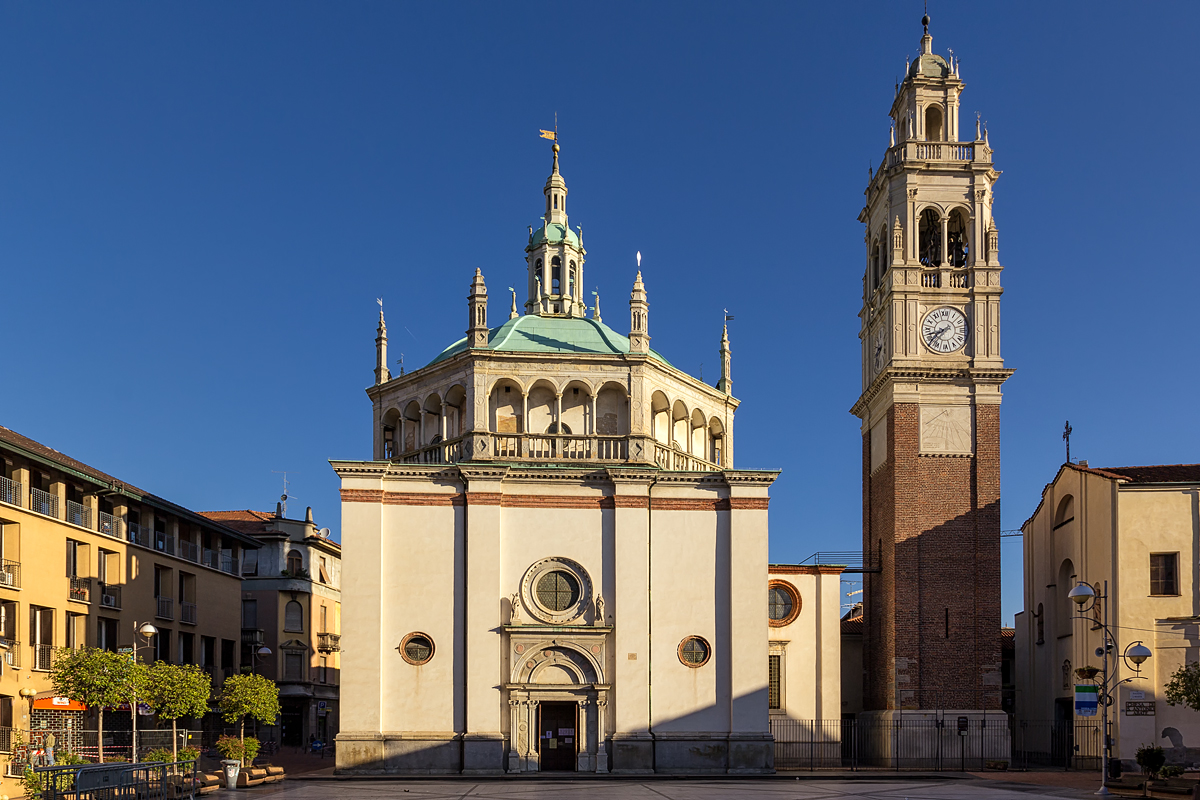
Santuario di Santa Maria di Piazza

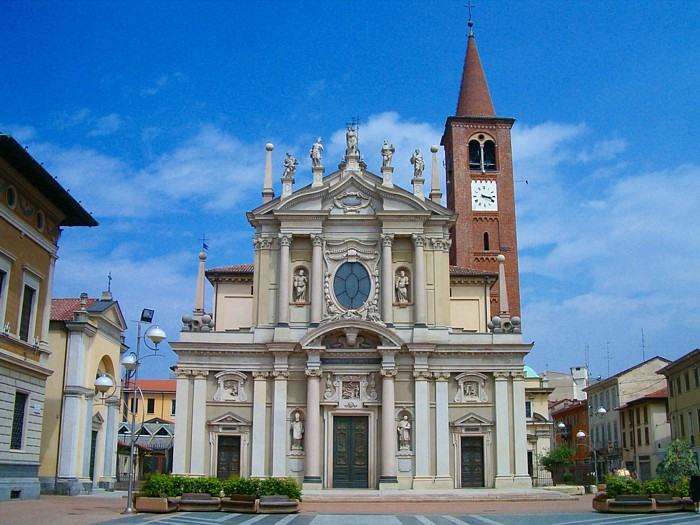
Basilica di San Giovanni Battista

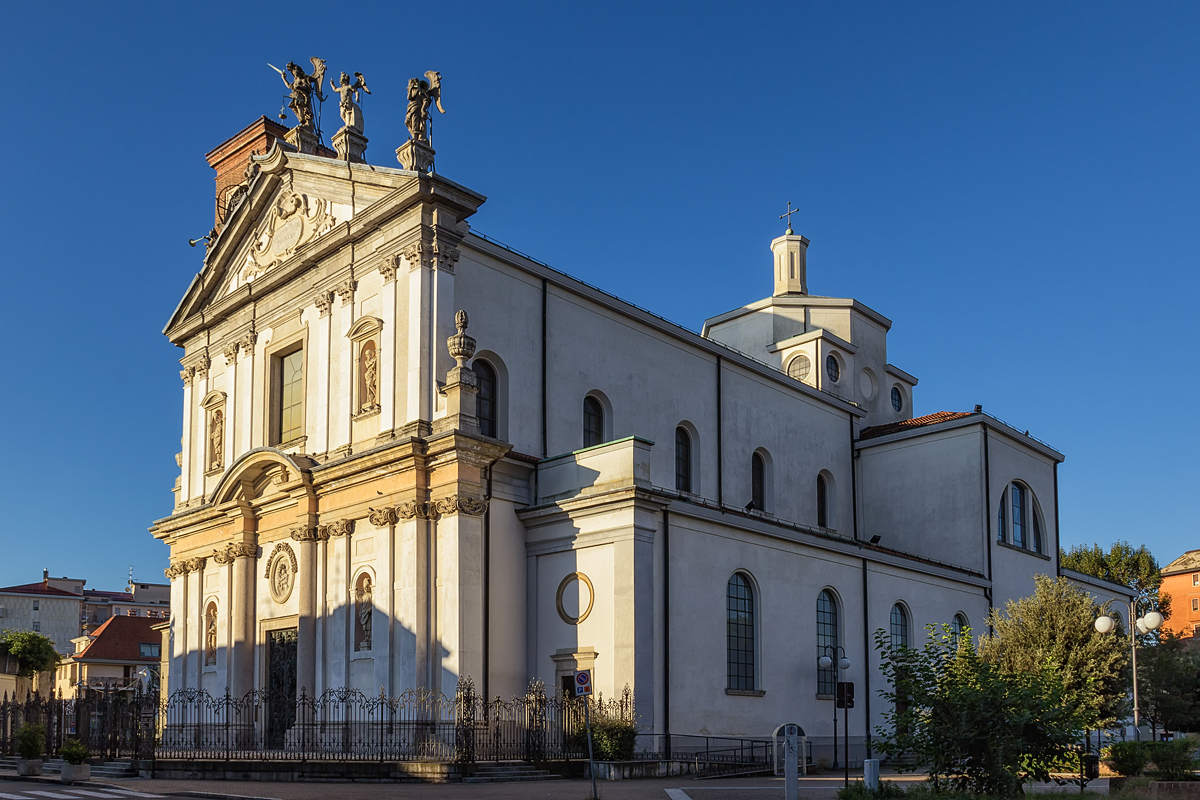
Prepositurale di San Michele Arcangelo

- Santuario di Santa Maria di Piazza (XVI secolo)
- Basilica di San Giovanni Battista (XVII secolo)
- Prepositurale di San Michele Arcangelo (citata a partire dal XIV secolo e ricostruita nel XVII).
- Chiesa di San Rocco (1706-1713)
- Chiesa di San Gregorio Magno in Camposanto (1632-1659)
- Chiesa della Madonna in Veroncora (citata dal 1639)
- Chiesa di San Bernardino (1663-1667)
- Chiesa di Sant'Antonio Abate (costruita nel 1363 e profondamente ampliata successivamente)
- Chiesa di Madonna in Campagna (1702-1704)
- Chiesa dei Santi Apostoli Pietro e Paolo (Sacconago, "chiesa vecchia", 1708-1724)
- Tempio civico di Sant'Anna ("Beata Vergine delle Grazie", 1710-1714)
- Chiesa di Sant'Antonio da Padova (Borsano, 1717-1719, presso la residenza del conte Carlo Rasini)
- Chiesa di Madonna in Prato (XVI secolo ampliata nel XVIII secolo)
- Santuario del Sacro Cuore di Gesù o "chiesa dei Frati" (dal 1899)
- Chiesa di San Giuseppe (1912-1914)
- Chiesa dei Santi Apostoli Pietro e Paolo (1923)
- Chiesa dei Santi Apostoli Pietro e Paolo (Sacconago, "chiesa nuova", 1928-1933)
- Chiesa di Sant'Edoardo (1938-1939)
- Chiesa dei Santi Apostoli Pietro e Paolo (Borsano), (1939)
- Chiesa di San Luigi e Beata Giuliana (anni 1950)
- Chiesa di Santa Croce di Brughetto (1951)
- Chiesa del Santissimo Redentore (1962)
- Chiesa di Santa Maria Regina o "chiesa di Madonna Regina" (1964)
- Chiesa di Sant'Anna (1961 quella in legno e 1973 quella attuale)
- Chiesa di San Carlo Borromeo (2000)

### Cimiteri
- Cimitero monumentale (1894)
- Cimitero di Sacconago
- Cimitero di Borsano

### Architetture civili

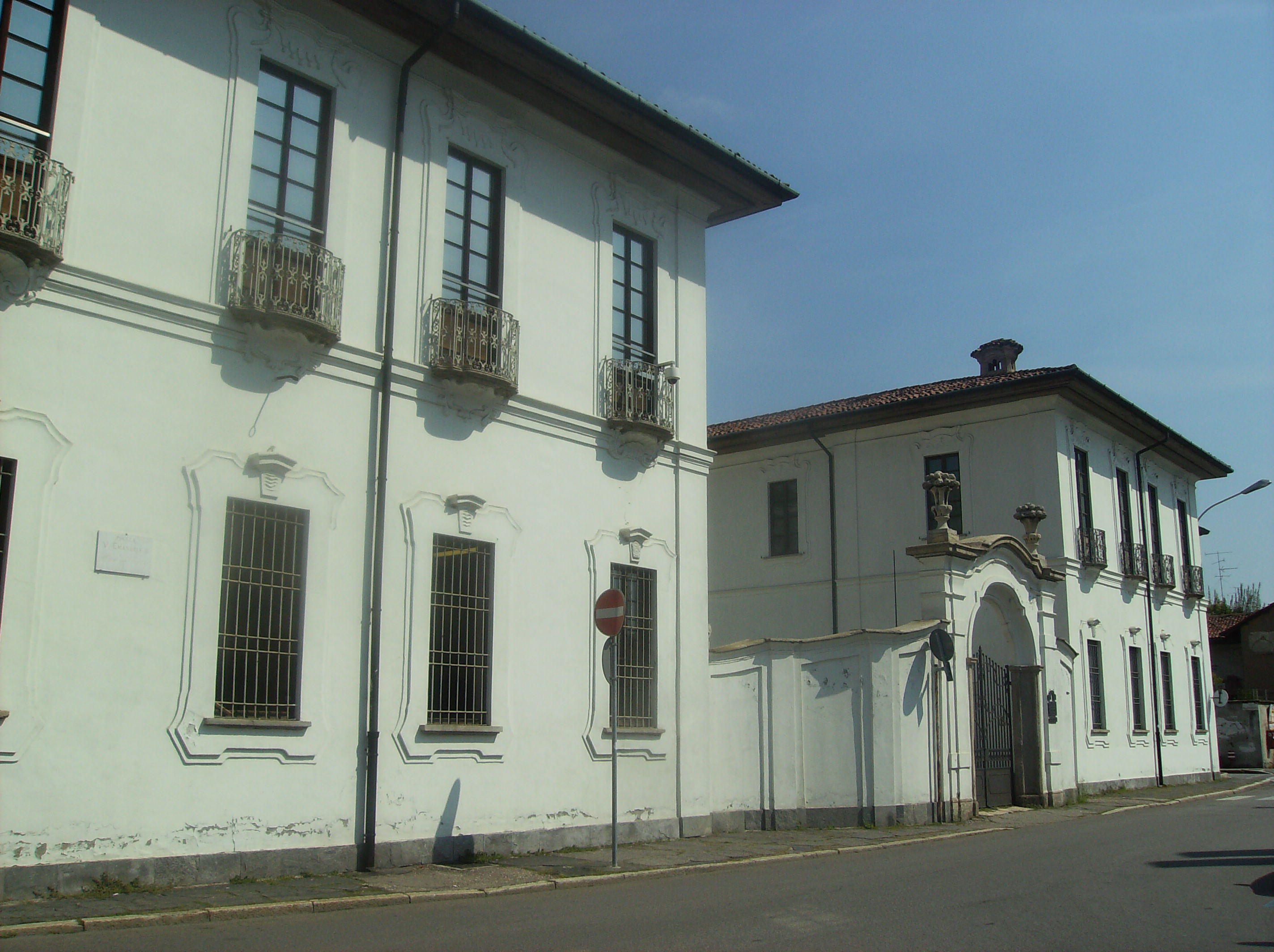
Palazzo Marliani-Cicogna, antica dimora dei conti di Busto Arsizio

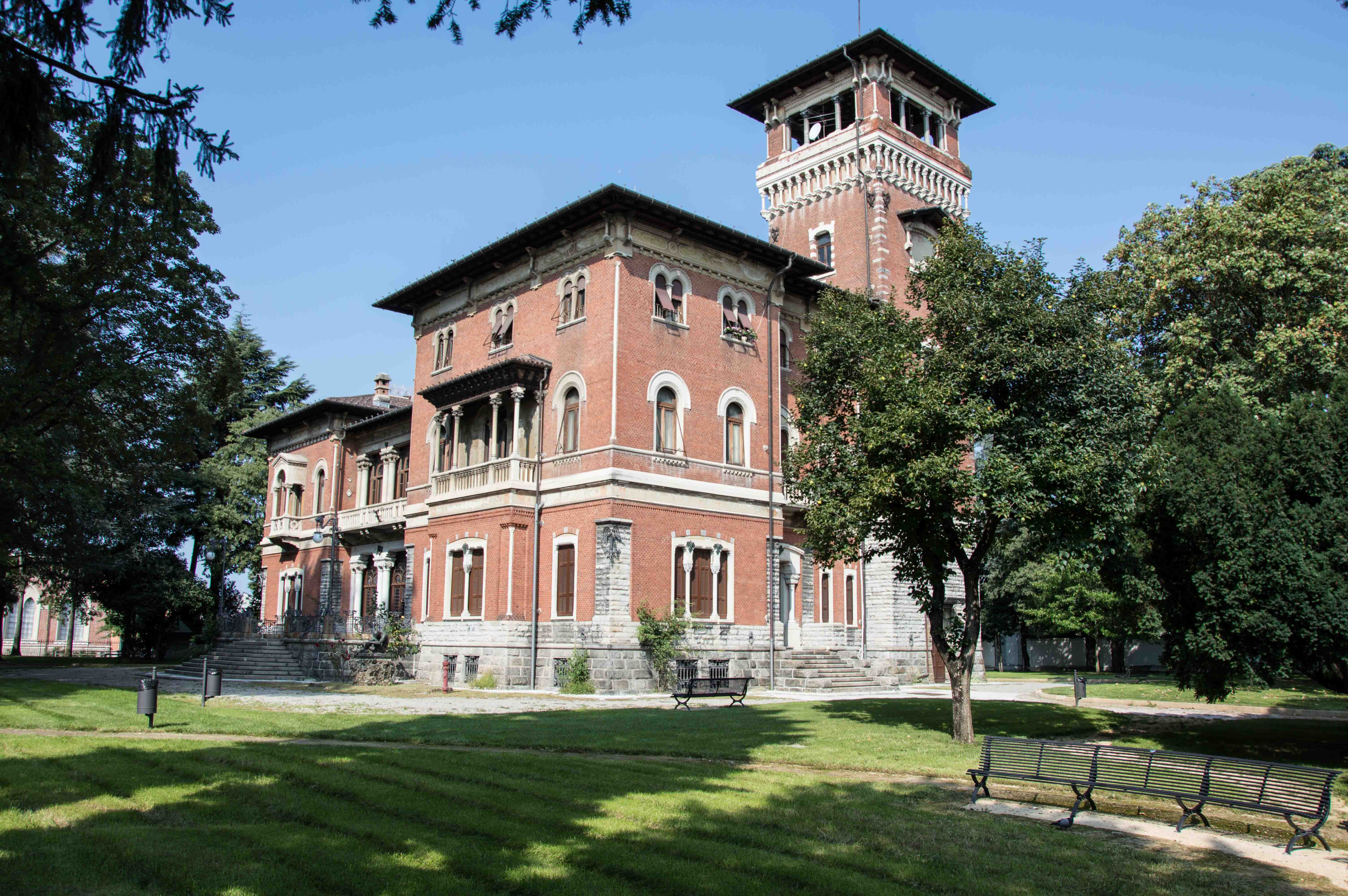
Villa Ottolini-Tosi immersa nel suo parco

- Palazzo Marliani-Cicogna (di origine cinquecentesca, ricostruito tra il 1624 e il 1653, modificato nella prima metà del XVIII secolo e ampliato nel 1850 con l'aggiunta dell'edificio delle carceri ottocentesche)
- Villa Rasini dimora della nobile famiglia dei Rasini nel feudo dei principi Rasini, (1670, a Borsano, ampliata nel 1717 con l'aggiunta della Chiesa di Sant'Antonio da Padova)
- Casa Tosi (1700)
- Chiesa di Sant'Antonio da Padova con affreschi del pittore Giovanni Stefano Danedi (1717, a Borsano accanto a palazzo Rasini)
- Palazzo Gilardoni (1730)
- Villa Radetzky-Casa Bossi (1850)
- Villa Roberto Tosi (c.a. 1885, di Gaspare Tosi)
- Calzaturificio Giuseppe Borri (1892)
- Cotonificio bustese (1900, di Camillo Crespi Balbi)
- Villa Ottolini-Tosi (1902, di Camillo Crespi Balbi)
- Villa Ottolini-Tovaglieri (1903, di Camillo Crespi Balbi)
- Villa Ferrario (1903-06, di Silvio Gambini)
- Villa Gagliardi (1905)
- Villa Pozzi (1905-06, di Silvio Gambini)
- Molini Marzoli Massari (1906, di Silvio Gambini)
- Casa Rena (1906-07, di Silvio Gambini, demolita)
- Palazzina Castiglioni (1907, di Silvio Gambini)
- Villa Avanzini (1908-09)
- Villa Leone (1910, di Silvio Gambini)
- Villa Nicora-Colombo (1911, di Silvio Gambini)
- Casa Colombo, oggi villa Manara (1915, di Silvio Gambini)
- Villa Calcaterra (1920)
- Villa Comerio (1923, di Camillo Crespi Balbi)
- Villa Gabardi (1925, ing. Piero Tosi e arch. Duilio Torres, demolita)
- Palazzo Frangi (1926-27, di Silvio Gambini)

### Cascine

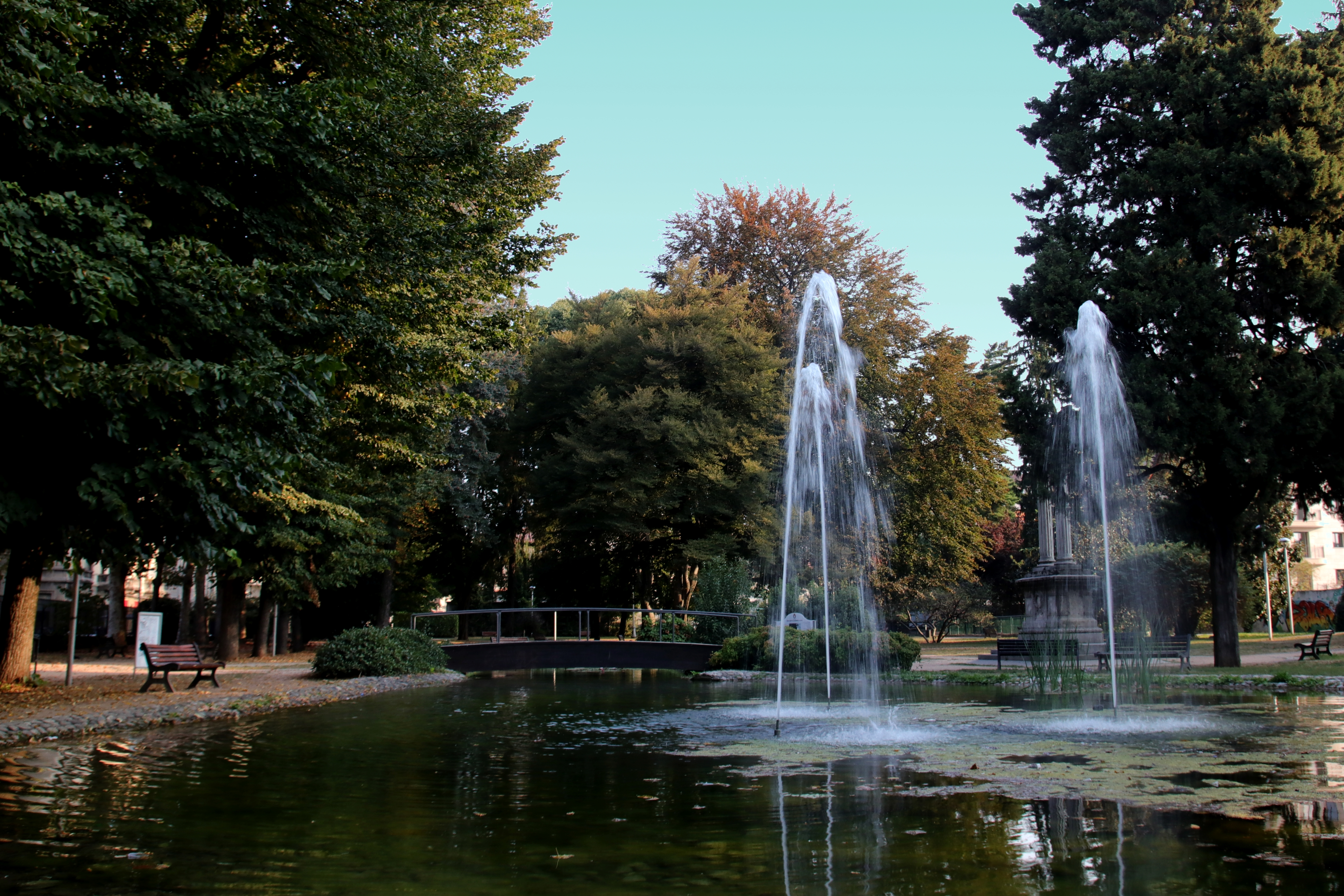
Parco Ugo Foscolo

### Aree naturali
La città comprende diversi parchi ed aree verdi, tra cui:
- Parco dell'Alto Milanese
- Parco "Ugo Foscolo"
- Parco degli Alpini

## Società

### Evoluzione demografica
Busto Arsizio è, tra le città non capoluogo di provincia, la terza d'Italia per popolazione.
Dopo un periodo di crescita durato fino ai primi anni ottanta, la popolazione di Busto Arsizio si è stabilizzata per circa un ventennio. Nei primi anni del nuovo secolo è ripresa la crescita (il 3% nel periodo tra il 2005 e il 2011).
Abitanti censiti

### Etnie e minoranze straniere
Al 31 dicembre 2022 i residenti stranieri sono 8.762, pari al 10,32% della popolazione.

### Lingue e dialetti
La lingua parlata in città è l'italiano. Nel comune è relativamente diffuso anche il dialetto bustocco. Alcuni studi sul dialetto bustocco hanno avanzato l'ipotesi che Busto Arsizio abbia origini liguri. Esiste tuttavia un'altra teoria, meno accreditata, secondo la quale la vicinanza linguistica tra il bustocco e il ligure si limiterebbe solamente a pochi tratti, escludendone così la parentela.
Ad esempio, alcuni vorrebbero vedere nella conservazione delle antiche vocali finali latine diverse da -a (in particolare la -u atona finale nei sostantivi e negli aggettivi maschili, nei verbi e negli avverbi), cadute in milanese, un tratto dovuto ad un "sostrato ligure". Il fatto che nel dialetto bustocco tale conservazione sia più avanzata che ad esempio nel dialetto legnanese (es. gatu, secu, coldu, büceu, candu invece di gatt, secch, cald, bicér, quand, tipiche del legnanese - e per questo il bustocco è considerato diverso dagli altri dialetti della zona -) deriverebbe da una minore influenza di Milano su Busto Arsizio. Altro tratto del bustocco che deriverebbe dal "sostrato ligure" sarebbe la sparizione di alcune consonanti intervocaliche (es. lauá invece di lavurá), al punto che è possibile comporre una frase di senso compiuto totalmente priva di consonanti: "A öu i öi" (Voglio le uova).
Dalla seconda metà del XX secolo, il dialetto non viene più parlato abitualmente tra i cittadini, se non dagli anziani. La valorizzazione e conservazione del dialetto bustocco è quindi affidata a singole iniziative di enti, associazioni o singoli. Nel 2002, ad esempio, si è tenuto un ciclo di conferenze intitolato «Lingue, letterature e tradizioni delle nostre genti» e riguardante il dialetto bustocco e più in generale quello dell'Insubria. Nel 2006 il poeta bustocco Mariolino Rimoldi ha tradotto dal greco al dialetto cittadino 30 favole di Esopo.
Un'altra opera importante è Ul vangèli tème lu cönta ul San Marcu (una traduzione al bustocco del Vangelo secondo Marco) della poetessa bustocca Carla Mocchetti.
Uno scioglilingua in dialetto bustocco molto celebre nella zona è il seguente:
(Traduzione: «Due uova indurite (sode) nell'acqua dell'Olona.»)

### Religione
La grande maggioranza della popolazione di Busto Arsizio è cristiana cattolica: nel comune, appartenente all'arcidiocesi di Milano, hanno sede 13 parrocchie cattoliche. Tra le minoranze, si segnala la presenza della Chiesa cristiana pentecostale italiana, che ha sede in città.

### Tradizioni e folclore

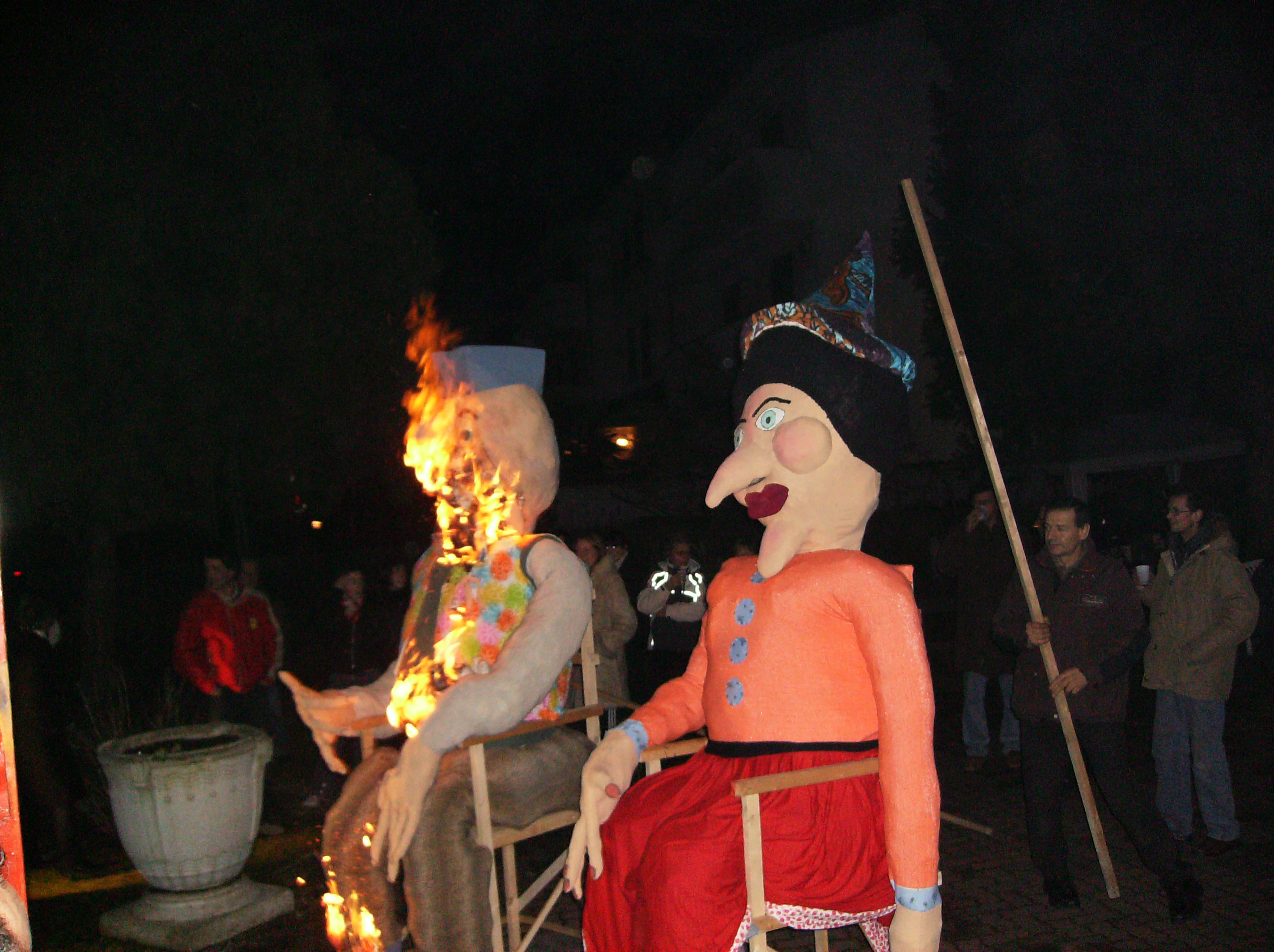
Esempio di Giöbia a Busto Arsizio

L'ultimo giovedì di gennaio la Giöbia, un fantoccio di paglia vestito di stracci, viene bruciata per esorcizzare l'inverno. La tradizione bustocca ha un'origine millenaria che ha radici e motivazioni nella ripresa della fecondità della terra bruciata con il fuoco purificatore..

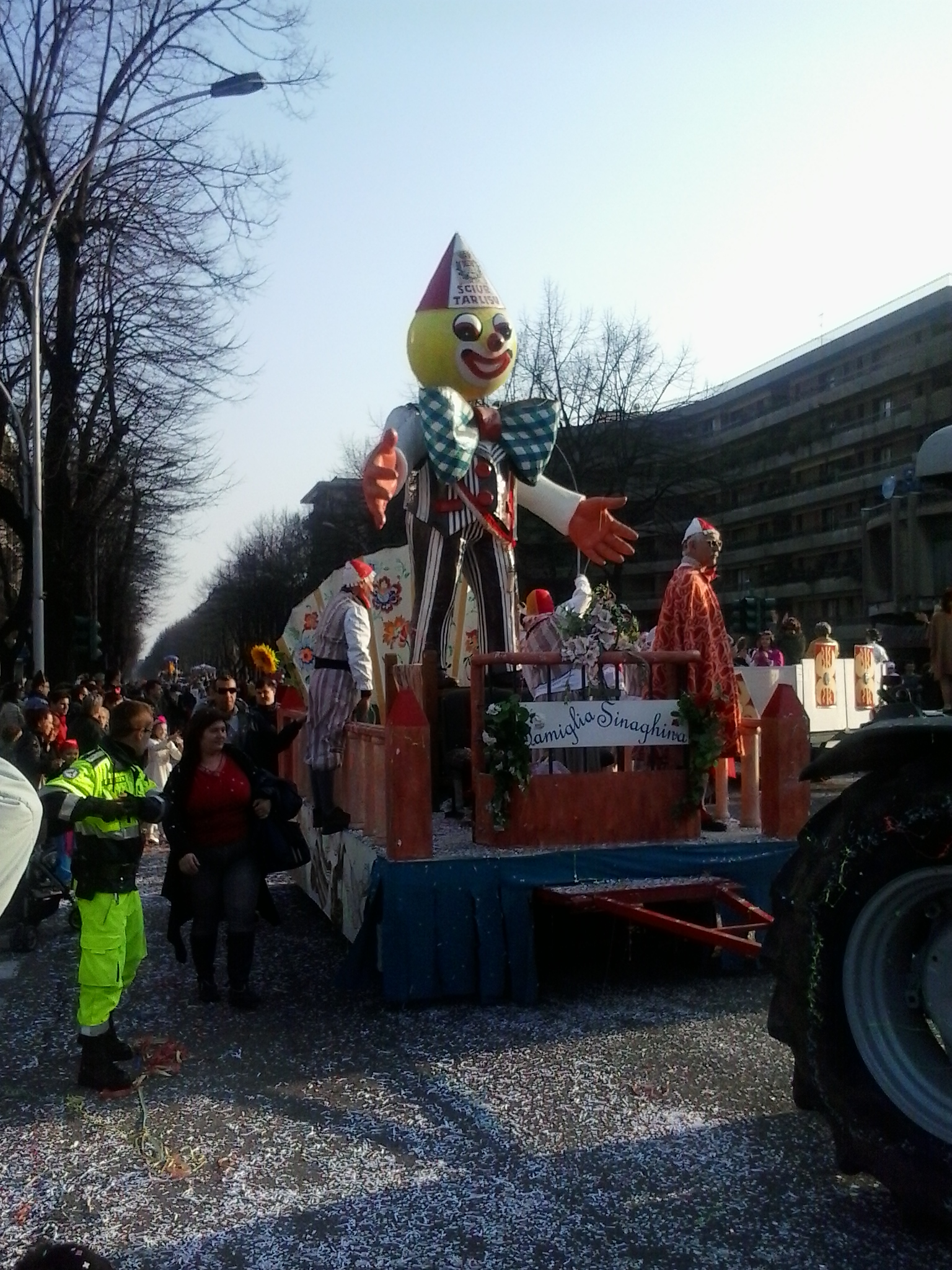
Il Tarlisu, la maschera carnevalesca della città

Durante il periodo del Carnevale si svolge una sfilata in maschera e di carri allegorici. Le maschere ufficiali della città sono ul Tarlisu (maschera tipica dal 1983) e a Bumbasina. Sebbene di creazione recente, sono entrambe riferite alle tradizionali attività della tessitura, il primo al tessuto detto "traliccio", "cruciata" o federa per materassi e cuscini, a righe bianche e marroni, la seconda relativa alla bambagia, o "bombasina".

## Cultura
Una delle associazioni culturali più importanti del comune è La Famiglia Bustocca, istituita nel 1951 con lo scopo di promuovere, attraverso manifestazioni, pubblicazioni e attività varie, la conoscenza della tradizione storica, linguistica, artistica e culturale della città. La pubblicazione annuale più importante è l'Almanacco della Famiglia Bustocca, una raccolta di proverbi, poesie, aspetti storico-artistici di Busto Arsizio ed episodi della vita cittadina.
A Busto Arsizio, presso i Mulini Marzoli, ha anche sede il Centro delle Culture Lombarde, fondato nel 2001, molto attivo a livello regionale per la preservazione della cultura e della lingua locali.

### Istruzione

#### Biblioteche

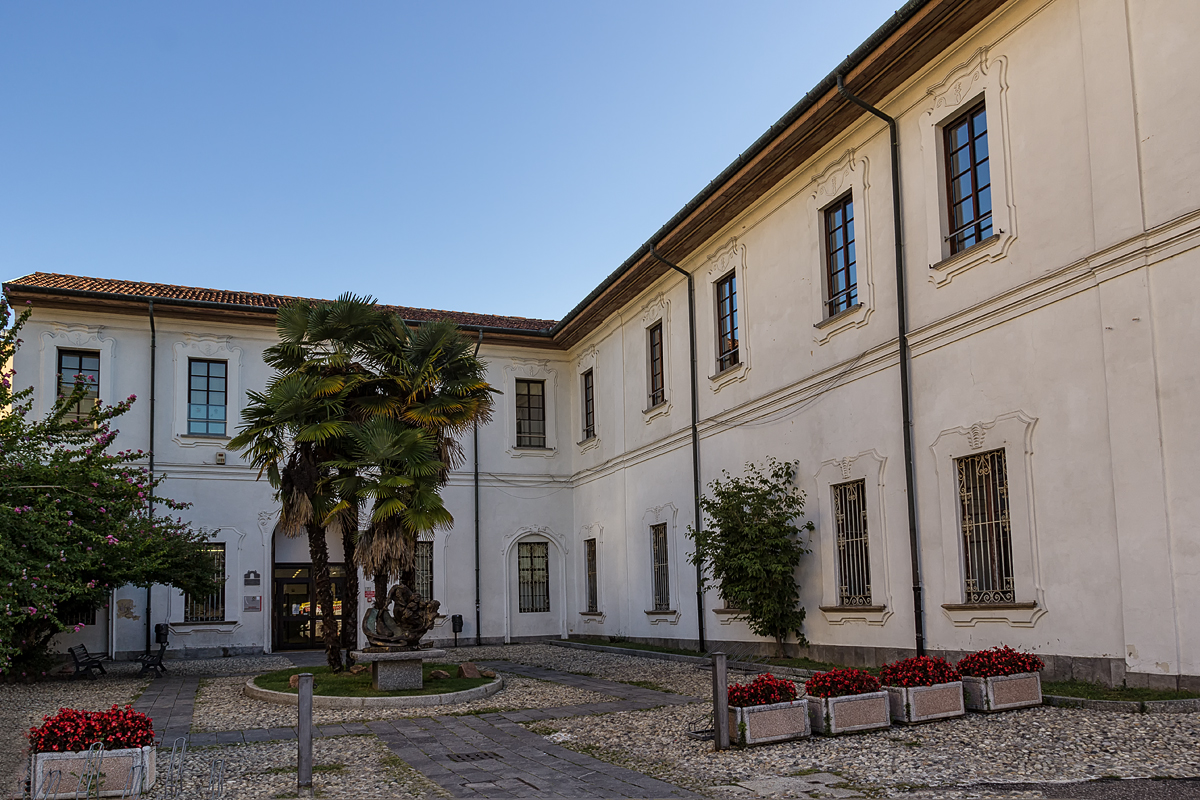
La biblioteca comunale presso Palazzo Marliani-Cicogna

- Biblioteca comunale Gian Battista Roggia
- Biblioteca capitolare di San Giovanni Battista[64]
- Biblioteca scientifica conte Dino Crespi[65]

#### Scuole

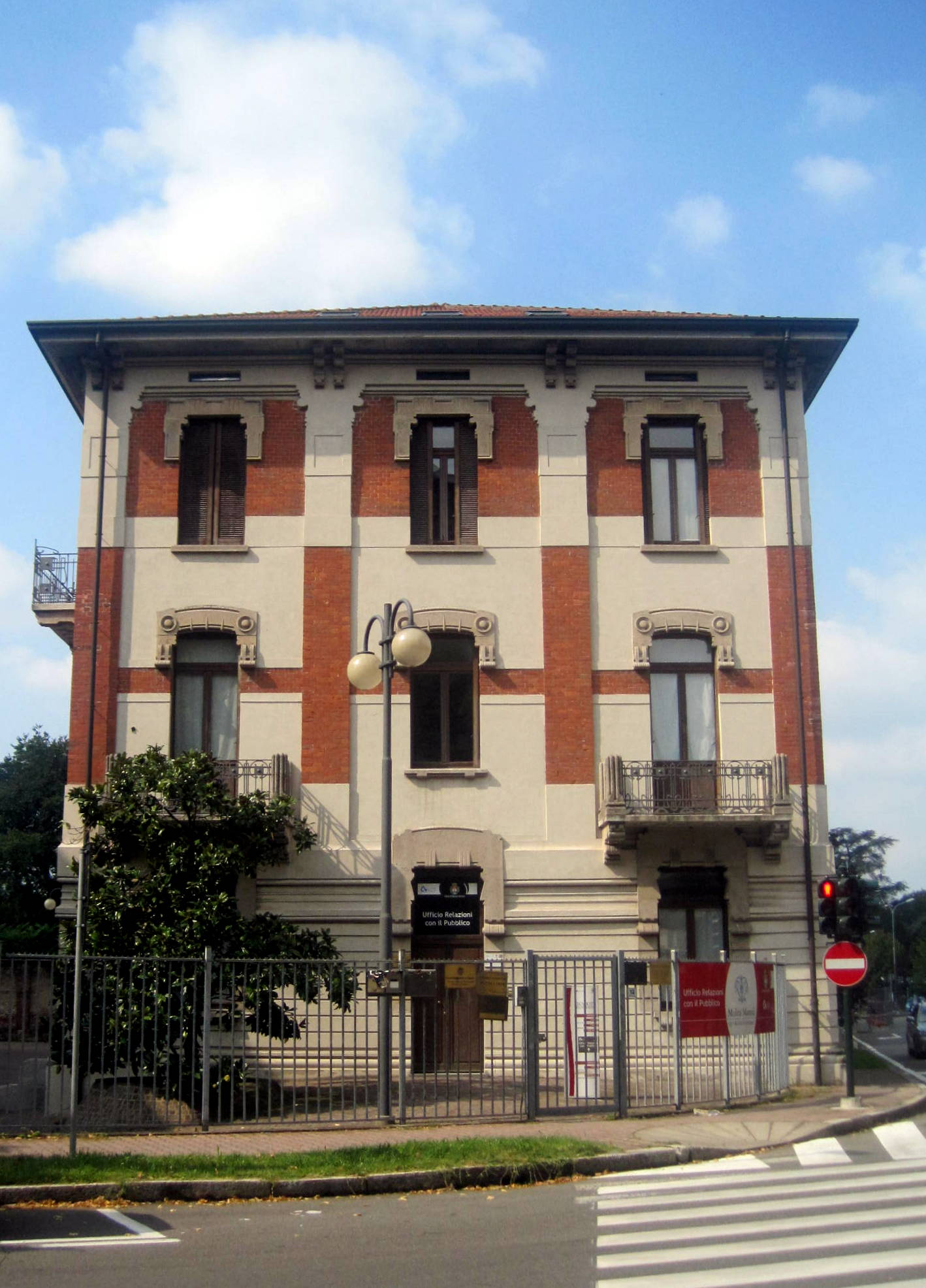
La sede bustocca dell'Università degli Studi dell'Insubria presso i Molini Marzoli Massari

A Busto Arsizio esistono le seguenti scuole: 3 asili nido, 19 scuole materne o dell'infanzia, 19 scuole elementari o primarie, 9 scuole medie inferiori o secondarie di primo grado e 8 scuole medie superiori o secondarie di secondo grado.
Tra le scuole secondarie di secondo grado, meritano particolare menzione per le loro prestazioni l'Istituto di istruzione secondaria Daniele Crespi (liceo classico, liceo linguistico, liceo scienze umane) e il Liceo scientifico Arturo Tosi, che in origine condividevano la sede di via Carducci (1923). In particolare, il liceo classico è stato premiato nel 2017 quale migliore d'Italia. Infine, oltre all'Istituto tecnico economico Enrico Tosi, un'altra eccellenza bustocca è costituita dal liceo internazionale per l'Innovazione "Olga Fiorini", primo in Italia ad avviare il percorso di studi quadriennale.

#### Università
A Busto Arsizio è presente una sede dell'Università degli Studi dell'Insubria.

#### Musei

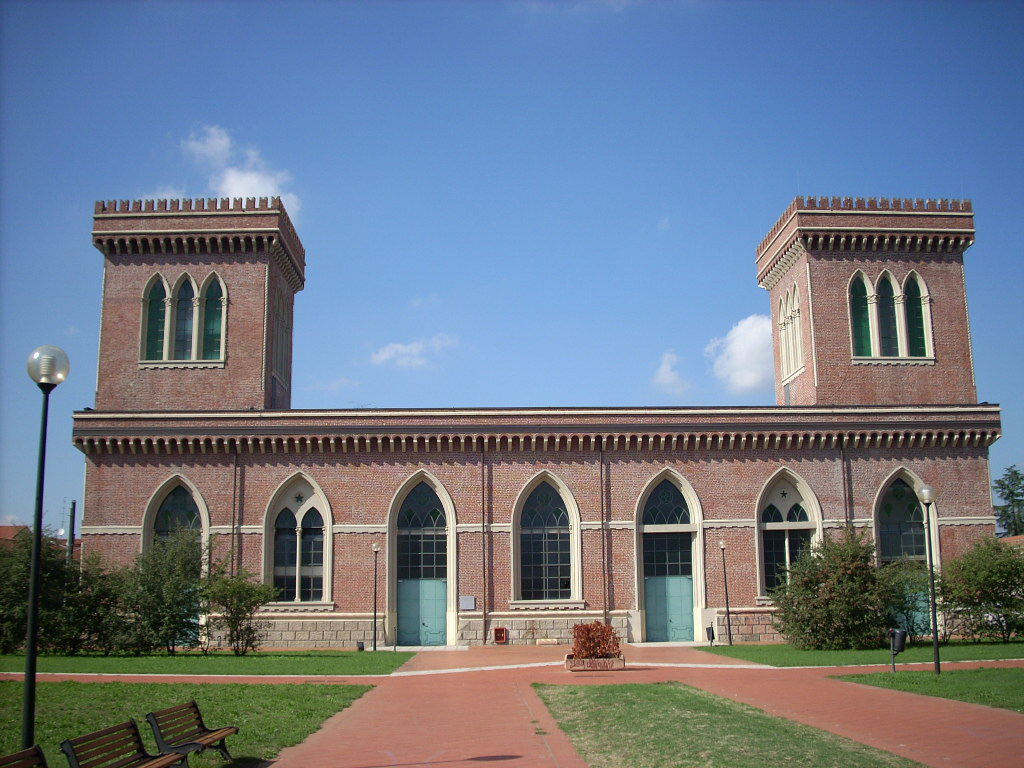
Museo del tessile

A Busto Arsizio sono stati istituiti, negli ultimi decenni del XX secolo, quattro musei.
Il primo, in ordine cronologico, è stato un museo privato: il museo di arte sacra di San Michele Arcangelo. Sotto il campanile della prepositurale di san Michele Arcangelo si iniziò a raccogliere materiale a partire dal 1975 e successivamente a sistematizzarlo, con la collaborazione della soprintendenza ai Beni Culturali della Lombardia.
Nel 1990 fu aperto il primo museo civico: le civiche raccolte d'arte di palazzo Marliani-Cicogna, che trovarono spazio nell'antica residenza dei conti Marliani, proprietari della contea di Busto Arsizio tra XVII secolo e il XVIII secolo. Nel 1997, dopo anni di restauri, l'amministrazione comunale di Busto Arsizio inaugurò ufficialmente il museo del tessile e della tradizione industriale di Busto Arsizio.
Il quarto museo presente in città, il museo delle arti di palazzo Bandera, fu fondato nel 1999 per ospitare 100 opere tra sculture, disegni e incisioni, realizzate dal 1938 al 1991 dall'artista Carlo Paganini.
Un ulteriore museo è l'Agorà della Scherma, istituito nel 2012, che conserva numerosi oggetti e documenti legati alla storia della scherma.

### Media

#### Stampa
L'Informazione è stato un settimanale dell'Altomilanese con sede a Busto Arsizio nato nel 1995 dalla fusione di Busto Sport, mensile fondato nel settembre 1980 (e diventato quindicinale nel 1987) e La scelta, settimanale fondato nel settembre 1990. L'Informazione, che oggi esiste solo online con il nome il Bustese (dal 2023), tratta la cronaca, la politica, la cultura e le tradizioni della città di Busto Arsizio e dei comuni della valle Olona.

#### Radio

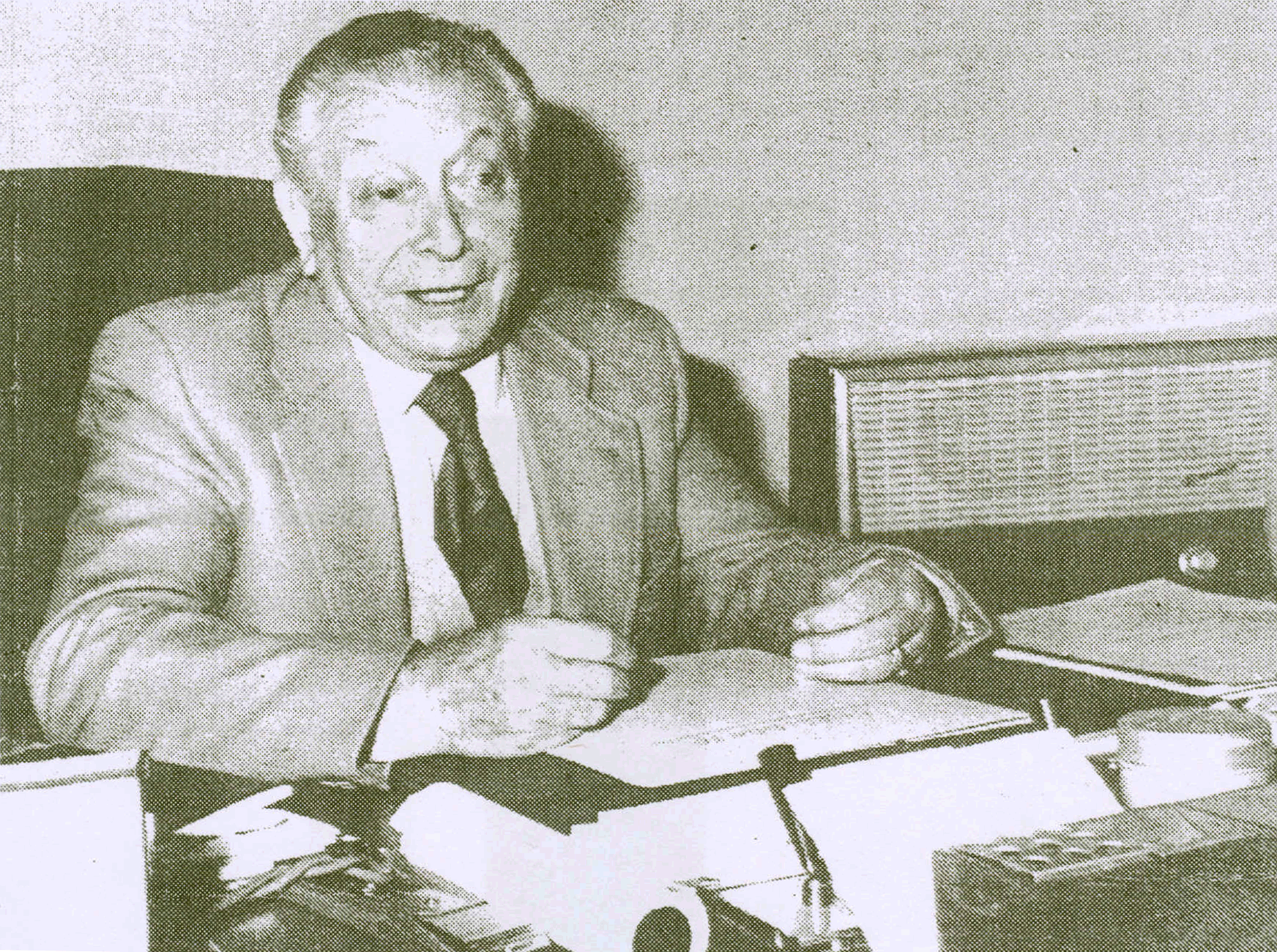
Nino Miglierina, direttore e conduttore di Radio Busto Libera

Radio Busto Libera fu la prima emittente del Nord Italia ad annunciare la liberazione dai nazi-fascisti, nel pomeriggio del 25 aprile 1945. I partigiani bustocchi della brigata Alfredo di Dio infatti, quella mattina occuparono l'allora Radio Tevere che, spostata da Roma a Busto Arsizio dopo la liberazione di Roma da parte degli americani, trasmetteva programmi di sostegno al regime fascista, ed era collegata con la Repubblica di Salò. L'impegno di tutti, quel giorno, rese possibile mandare in onda, prima del tramonto e in tutto il Nord Italia, l'annuncio dell'insurrezione. Radio Busto, nei giorni seguenti, funzionò a pieno regime e con un ascolto incredibile. Venne poi chiusa il 23 maggio perché non era prevista una emittente a non molti chilometri da quella di Milano.
Dal 1975 a Busto Arsizio nacquero molte emittenti locali. La più importante di tutte fu certamente la stazione interprovinciale Radio Busto Music, in seguito denominata Radio News ed avente sede a Varese. Notevole riscontro ebbe anche Top Radio Busto, diffusa in quasi tutta la provincia di Varese. Degne di nota anche Radio Busto 3 e Radio Studio 5, nata sulle ceneri di Radio TRC di Cassano Magnago divenuta poi Radio Millennium con sede a Milano.

#### Televisione
A Busto Arsizio fu creata una delle prime televisioni private che, insieme a Telebiella, fece concorrenza alla Rai: Telealtomilanese, nata nel 1975. In seguito gli studi televisivi furono trasferiti a Cologno Monzese, dopo la cessione dell'emittente al gruppo Rizzoli.

### Cinema e teatri

#### Teatro Sociale Delia Cajelli
È uno dei principali teatri di Busto Arsizio, risalente alla fine del XIX secolo, realizzato dall'architetto Achille Sfondrini.

#### Istituto cinematografico Michelangelo Antonioni

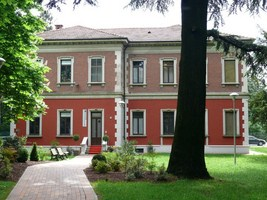
Villa Calcaterra, sede dell'istituto cinematografico Michelangelo Antonioni

Questa Accademia Cinematografica è dedicata allo studio delle arti e delle tecniche cinematografiche nel campo della regia e della recitazione. Nata nel 2008 con il patrocinio dell'Amministrazione Comunale, della Regione Lombardia e della Famiglia Antonioni, è l'unico Istituto Cinematografico italiano intitolato al grande maestro del cinema dell'incomunicabilità Michelangelo Antonioni.

#### Compagnie teatrali
- Filodrammatica Cittadina Paolo Ferrari[79]
- Palketto Stage[80]

### Musica

#### Complessi bandistici
- Corpo Musicale Pro Busto
- Corpo Musicale Santa Cecilia (Borsano)
- Filarmonica Santa Cecilia (Sacconago)

#### Associazioni
- Associazione Musicale Rossini, fondata nel 1918[81]

#### Orchestre
- Mandolinisti Bustesi[82]

### Cucina
- Bruscitti, piatto di carne tagliuzzata, cotta a lungo con semi di finocchio e vino.[83] A Busto Arsizio ha sede, dal 1975, l'associazione "Magistero dei Bruscitti da Büsti Gràndi", con lo scopo di diffondere la conoscenza, in città e fuori, della cucina rustica bustocca; solitamente vengono serviti con la polenta.

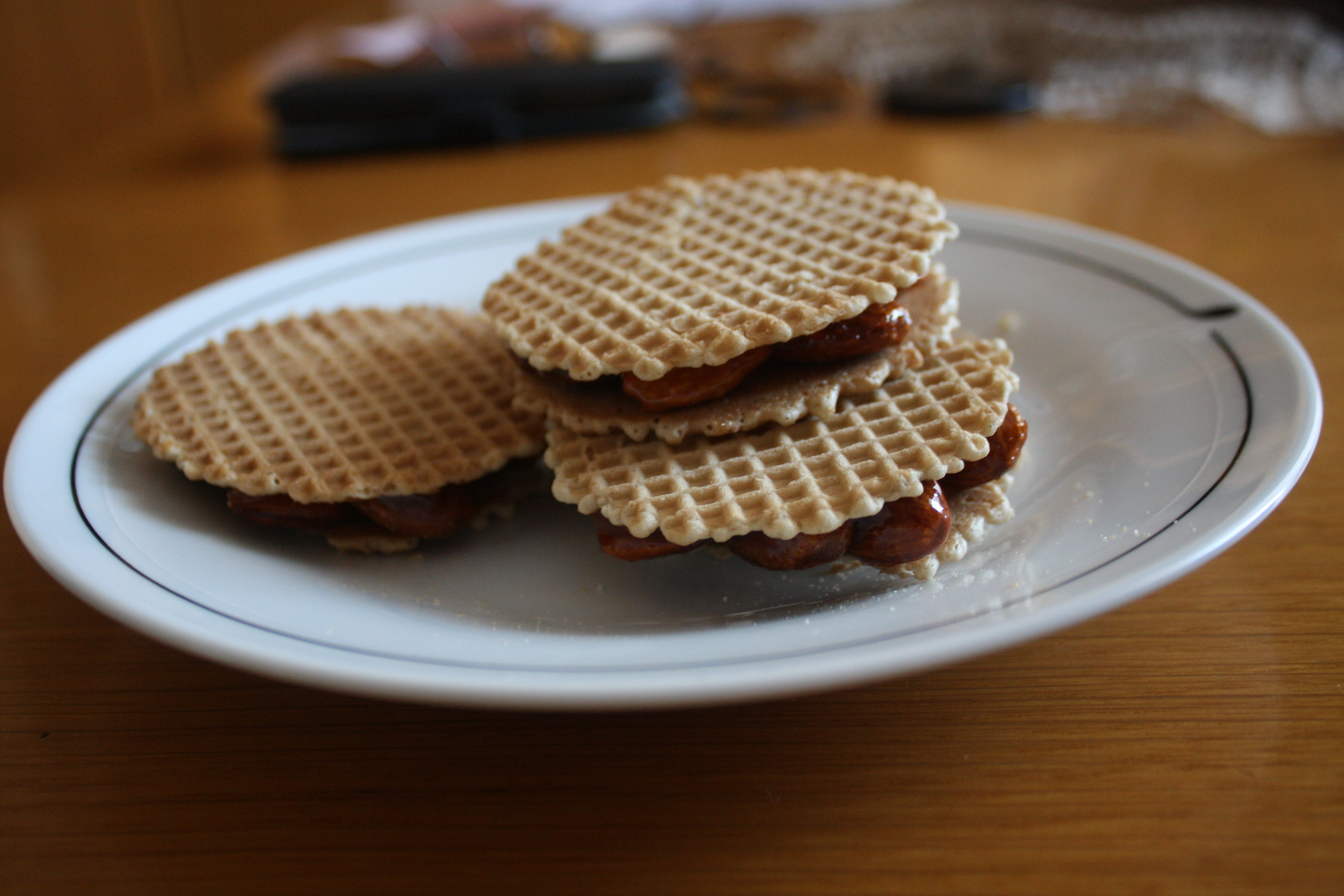
Le coppette della Madonna in Prato

- Cupeti, dolci di mandorle tostate e zuccherate. La festa delle coppette si celebra ogni 8 dicembre nei pressi della chiesa di Madonna in Prato. Tradizione vuole che i promessi sposi (muusi in dialetto bustocco) delle ragazze bustocche portino queste tipiche cialde ripiene di mandorle all'amata proprio nel giorno dell'Immacolata per chiedere loro la mano.[84] La nascita della Cuppetta viene descritta nella poesia A Madôna da Prà del Comm. Avv. Pietro Tosi, riportata sull'etichetta delle confezioni.

L'ha vorzü vegnì foeua dàa cà:
Ul so coeui ga renda cumpassion
Che in d'un Bust ga füss nanca un bumbon.
Chi pescitti, spassegiandu sutti i pianti
Han cambià tücci i sassi in crôccanti:
Chi manitti, inscì bianchi e devotti,
I han quatà cont'à a nevi sua e suttu
E vedendo a passà ul diavaén
Par cuppall gh'ì à tià in d’ul cuppén.
E peu, dopu d’avéi benedetti
ha voluto uscire di casa
e si è dispiaciuta
che a Busto non ci fosse nemmeno un dolce tipico.
Con i piedi, passeggiando sotto gli alberi
ha trasformato tutti i sassi in croccanti,
e con le mani candide
li ha coperti di neve sopra e sotto
e vedendo passare il diavolo
per ucciderlo glieli ha tirati nel coppino [il collo]
e dopo averli benedetti ha voluto che si chiamassero "cuppetti".»
- Lüganiga, salsiccia tradizionale.[85]
- Insalata e ciapi, ovvero insalata fresca e uova sode, piatto tipico delle campagne cittadine per il Lunedì dell'Angelo.[86][87] Questo piatto è tradizionalmente servito durante la sagra della chiesa di Madonna in Veroncora, durante il periodo pasquale.

### Eventi
Nel comune si svolgono annualmente il festival cinematografico Busto Arsizio Film Festival, dal 2003, e il Bustofolk, Festival Interceltico, dal 2001.

## Geografia antropica

### Urbanistica

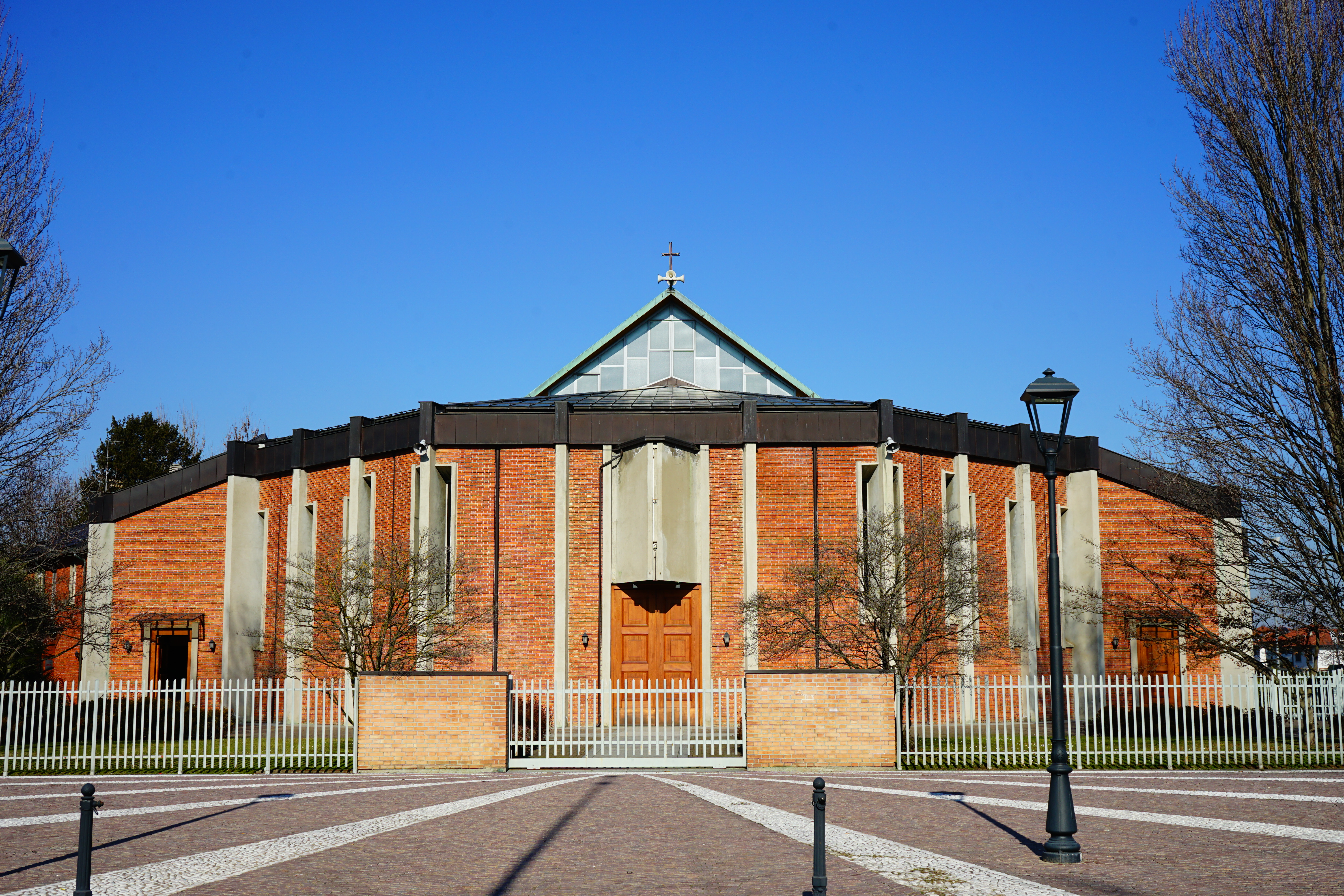
Chiesa del quartiere di Madonna Regina, che sarebbe rimasto isolato dal resto della città se fosse stato realizzato il progetto originale della "secante interna"

Fino alla prima metà dell'Ottocento, l'abitato di Busto Arsizio si sviluppava principalmente all'interno del limite dell'antico borgo, che era stato delimitato nel Medioevo da un terrapieno e da un fossato, ormai parzialmente livellati già dal Seicento. Nel territorio attuale della città erano presenti altri due abitati, quello di Sacconago e, più a sud, quello di Borsano.
A partire dalla seconda metà dell'Ottocento, dato il rapido incremento demografico, iniziò lo sviluppo del borgo al di fuori della cinta difensiva. Nel corso degli anni vennero anche abbattute le quattro porte della città. Nel 1911, quando la popolazione aveva superato quota 31 000, venne steso il Piano di Ampliamento, che prevedeva lo spostamento ad est delle Ferrovie dello Stato (completato nel 1924), l'apertura della circonvallazione ovest e l'inquadramento dell'area delle ferrovie Nord Milano, ormai raggiunta dall'urbanizzazione. Lo spostamento del tracciato della ferrovia diede luogo all'espansione della città lungo la strà Balon (attuale corso XX Settembre) e la strada Garottola (attuale via Mameli).
Le prime industrie iniziarono a insediarsi attorno al centro storico, in cerca di manodopera. Ciò fu reso possibile grazie al miglioramento dei trasporti ed al conseguente calo del loro prezzo: le industrie non avevano più la necessità di essere ubicate vicino alle materie prime da trasformare, ma potevano stabilirsi nelle vicinanze dei centri abitati. Col passare del tempo, tali industrie furono inglobate dalla città in rapida espansione.
Dopo il piano regolatore del 1911, venne stilato quello del 1934. Il primo piano studiato per risanare la situazione del centro storico di Busto Arsizio risale al 1940, quando la popolazione aveva superato ormai le 40 000 unità. Il progetto prevedeva l'apertura di una grande arteria fra piazza Manzoni e l'allora viale della Gloria, seguendo un tracciato est-ovest lungo le piazze Manzoni, Santa Maria, San Giovanni e Garibaldi. A causa dello scoppio della seconda guerra mondiale, il progetto non fu mai completamente attuato; tuttavia nel 1953, pochi anni dopo la stesura del piano regolatore del 1948, in via Milano cominciarono i lavori per la costruzione di nuovi edifici e l'allargamento della strada.
Alcune delle idee alla base del piano di recupero del 1940 furono inoltre riprese nel 1963, alla presentazione di quello nuovo, che prevedeva da un lato la costruzione dei quartieri di beata Giuliana e di sant'Anna e dall'altro la demolizione di quasi tutto il vecchio tessuto urbano, più o meno degradato, nell'intera area del centro storico. Fu aperto il corso Europa ed in via Milano continuò l'opera di rinnovamento già iniziata. Nuovi palazzi sorsero un po' ovunque: gli unici edifici che si sarebbero dovuti salvare erano solo quelli di un certo valore storico o artistico. Nel 1967, però, il Ministero dei lavori pubblici, resosi conto che era in corso una vera e propria opera di cancellazione della storia bustese, bloccò i lavori. Dopo quella data iniziò un lungo periodo di immobilismo. La situazione si è sbloccata nei primi anni del nuovo millennio, quando è iniziata una fase di demolizione delle aree industriali dismesse che sorgevano intorno al perimetro del centro storico, soprattutto nella zona sud-ovest. In queste aree sono sorte nuove zone residenziali.
Nel 1977 venne approvato il piano regolatore adottato nel 1975. Tra i punti importanti vi sono la previsione della zona industriale a Sacconago e della cosiddetta "area grossistica" nei pressi del raccordo autostradale, la salvaguardia generalizzata delle aree industriali centrali dall'eccessiva edificazione, l'obbligo per le nuove costruzioni di portici al piano terreno, la previsione di piani (mai attuati) per i centri storici di Borsano e Sacconago e l'uso del quinto arco dello svincolo dei cosiddetti "cinque ponti" per uno svincolo verso il quartiere di sant'Anna. Un successivo piano regolatore reca la data del 1984.
Tra il 1992 e il 1993 arrivò la variante del piano regolatore, (approvato nel 1996) la quale confermò l'impianto precedente, con qualche previsione in più di terziario. Venne estesa inoltre la possibilità di sopralzare le abitazioni. Per quanto riguarda la cosiddetta "tangenziale interna detta secante", originariamente prevista in trincea tra il centro ed il quartiere di Madonna Regina, si pensa ad una strada a raso più ridotta, per non isolare il quartiere.
Con la legge regionale 12/2005 viene abolito lo strumento del piano regolatore e istituito quello del piano di governo del territorio, articolato in tre atti: documento di piano, piano dei servizi e piano delle regole.

### Quartieri
I quartieri di Busto Arsizio sono 10:Sant'Anna, San Michele, San Giuseppe, San Giovanni, Sant'Edoardo, Madonna Regina, Beata Giuliana, Santi Apostoli, Borsano e Sacconago.
Storicamente sono sempre state presenti le due ben distinte comunità di San Michele e San Giovanni, oltre che gli ex-comuni autonomi di Borsano e Sacconago e gli insediamenti, risalenti per lo meno al Medioevo, di Cascina Brughetto e Cascina dei Poveri.

### L'agglomerato urbano di Busto Arsizio
L'agglomerato urbano di Busto Arsizio comprende, oltre alla città di Busto Arsizio, che ne rappresenta il maggiore centro, anche una serie di comuni limitrofi: Castellanza, Olgiate Olona, Marnate, Gorla Minore, Solbiate Olona, Gorla Maggiore, Fagnano Olona. Questi comuni, tutti adagiati lungo la Valle Olona, sono strettamente legati alla città di Busto, in quanto essa ospita una serie di infrastrutture e servizi pubblici, di cui sono sprovvisti i centri minori. Inoltre tutti i comuni dell'agglomerato urbano appartengono all'Associazione Commercianti di Busto Arsizio e compongono il distretto socio-sanitario ASL di Busto Arsizio e Valle Olona. La popolazione residente nell'agglomerato urbano di Busto Arsizio supera le 145 000 unità.

## Economia

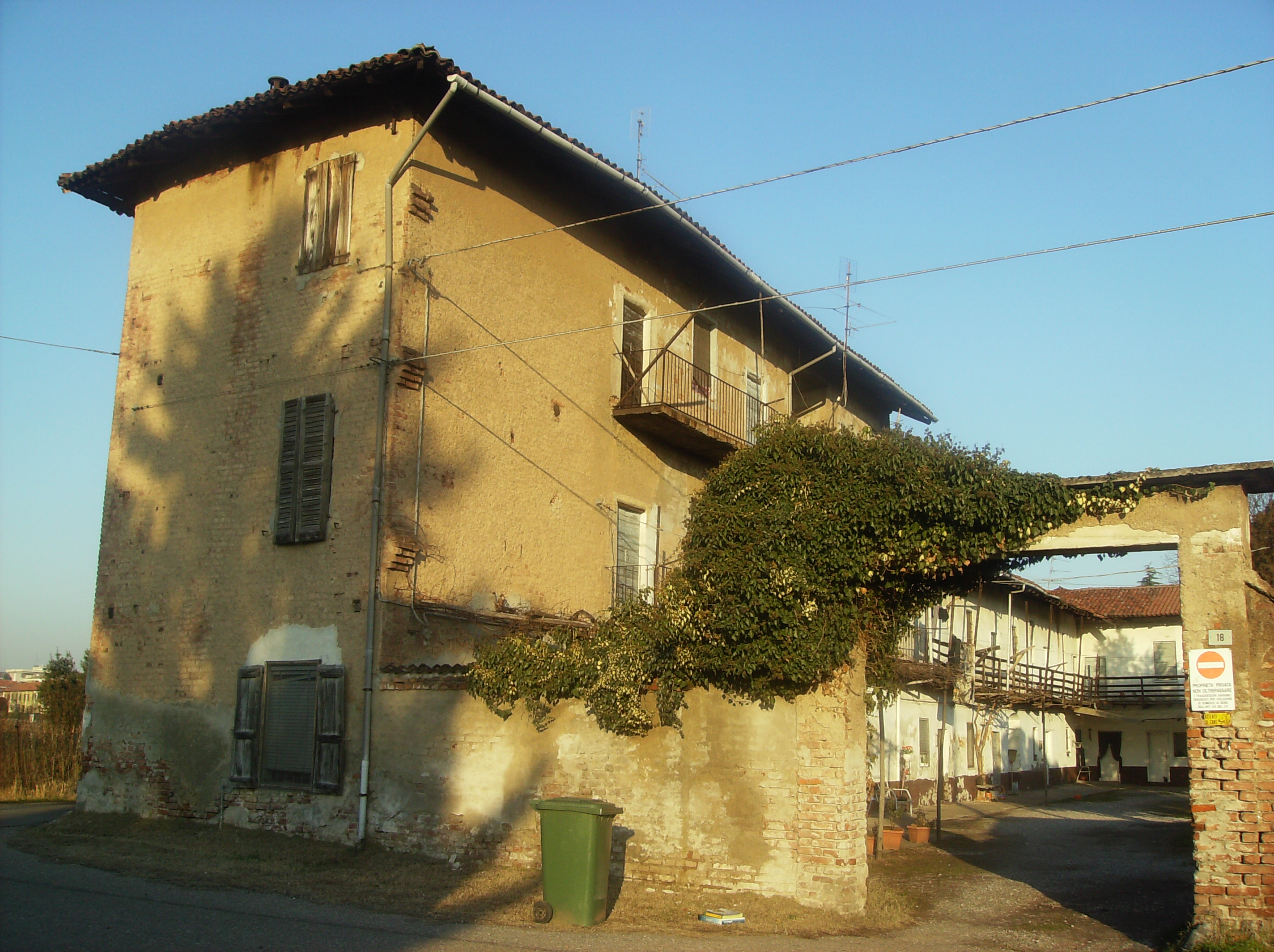
Cascina Burattana

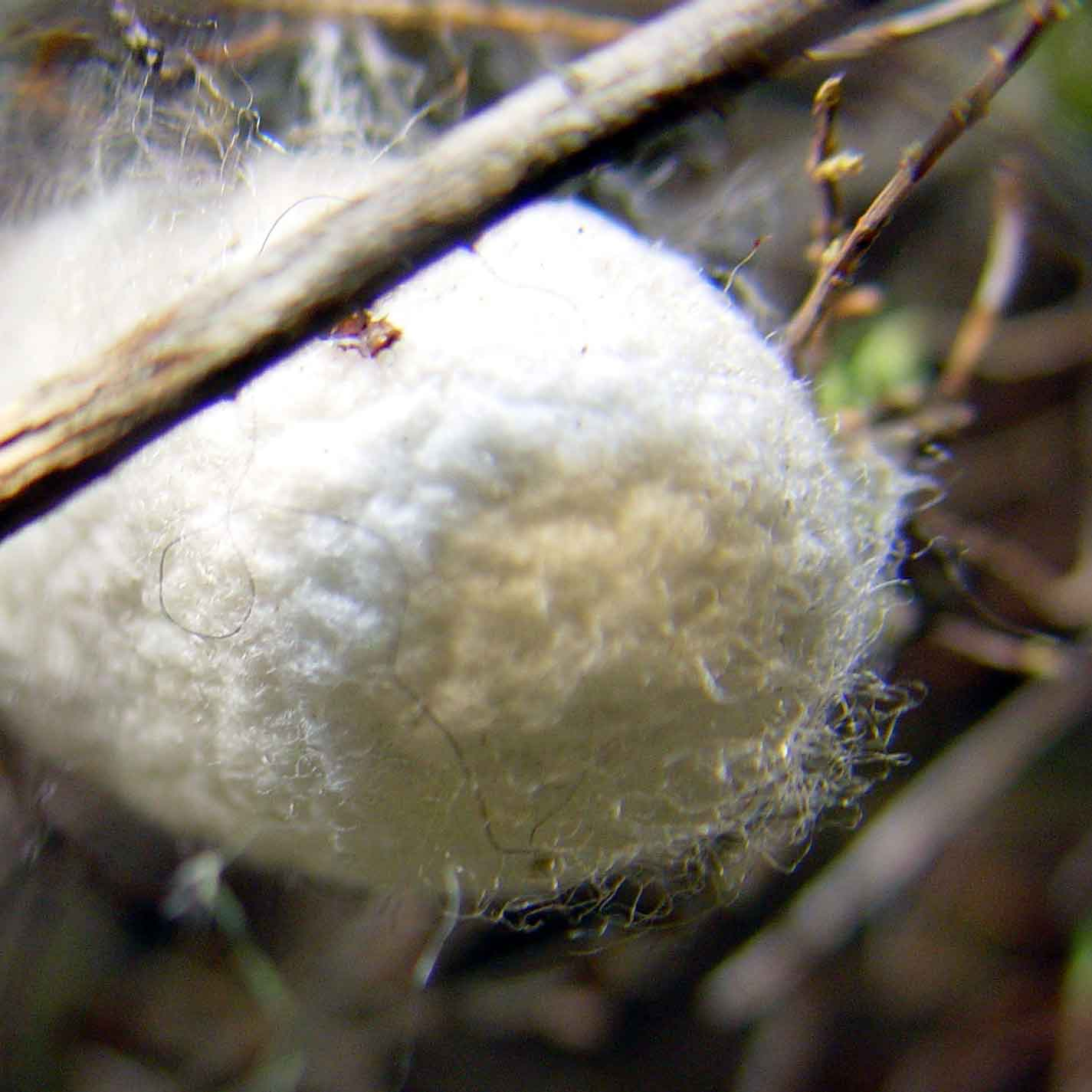
Un bozzolo

Il modello economico di Busto Arsizio è cambiato negli anni passando da prevalentemente agricolo a industriale fino a vedere negli ultimi decenni la crescita del settore terziario. Secondo Fitch il PIL pro-capite nel 2009 era superiore del 20% rispetto alla media europea mentre la disoccupazione si attestava al 4%.
Il ramo industriale principale è quello del tessile, che affonda le sue radici nei primi secoli dell'età moderna.

### Agricoltura
Il suolo di Busto Arsizio non è mai stato particolarmente favorevole all'agricoltura. Per questo gli abitanti del luogo, fin dalle origini, dovettero affiancarvi altre attività, come la concia delle pelli nell'Alto Medioevo. Ciò nonostante il settore primario rimase quello predominante fino almeno al XVI secolo. I raccolti più importanti erano quelli di cereali e vino.
Una delle ultime realtà del patrimonio agricolo comunale è la Cascina Burattana, angolo verde situato da quattro secoli a nord del quartiere. Costruita nel Seicento di proprietà della famiglia nobiliare Durini, è stata acquistata dal comune di Busto Arsizio, insieme ai suoi terreni, negli anni novanta del XX secolo. I terreni, dati in uso a una cooperativa sociale, sono in fase di certificazione biodinamica. Gli stabili sono soggetti a forte degrado.
L'allevamento del baco da seta (i bigàti) fu praticato nell'Altomilanese da tempo immemorabile. Fino all'avvento delle prime fibre artificiali (anni trenta del XX secolo) che portò al crollo del prezzo della seta sul mercato, l'Alto Milanese era la capitale della bachicoltura italiana, una delle prime al mondo. Si tratta di una tradizione secolare, che risale alla fine del Medioevo, e che era praticata in modo massivo nelle famiglie bustesi. Tale attività fu una di quelle che contribuirono a trasformare Busto Arsizio nella «Manchester d'Italia», ossia in uno dei più importanti centri per la produzione tessile. Proprio a supporto della bachicoltura, a Busto Arsizio, nei cortili delle case, veniva coltivato il gelso, indispensabile nutrimento dei bachi da seta.

### Artigianato
Già nel XVI secolo Busto Arsizio era rinomata per la produzione del fustagno, un tessuto robusto e resistente, che ha le sue origini nel Basso Medioevo. Diffusa a Busto Arsizio è la lavorazione del peltro, finalizzata alla produzione di oggetti artistici, monili, trofei, vassoi e piatti.

### Industria

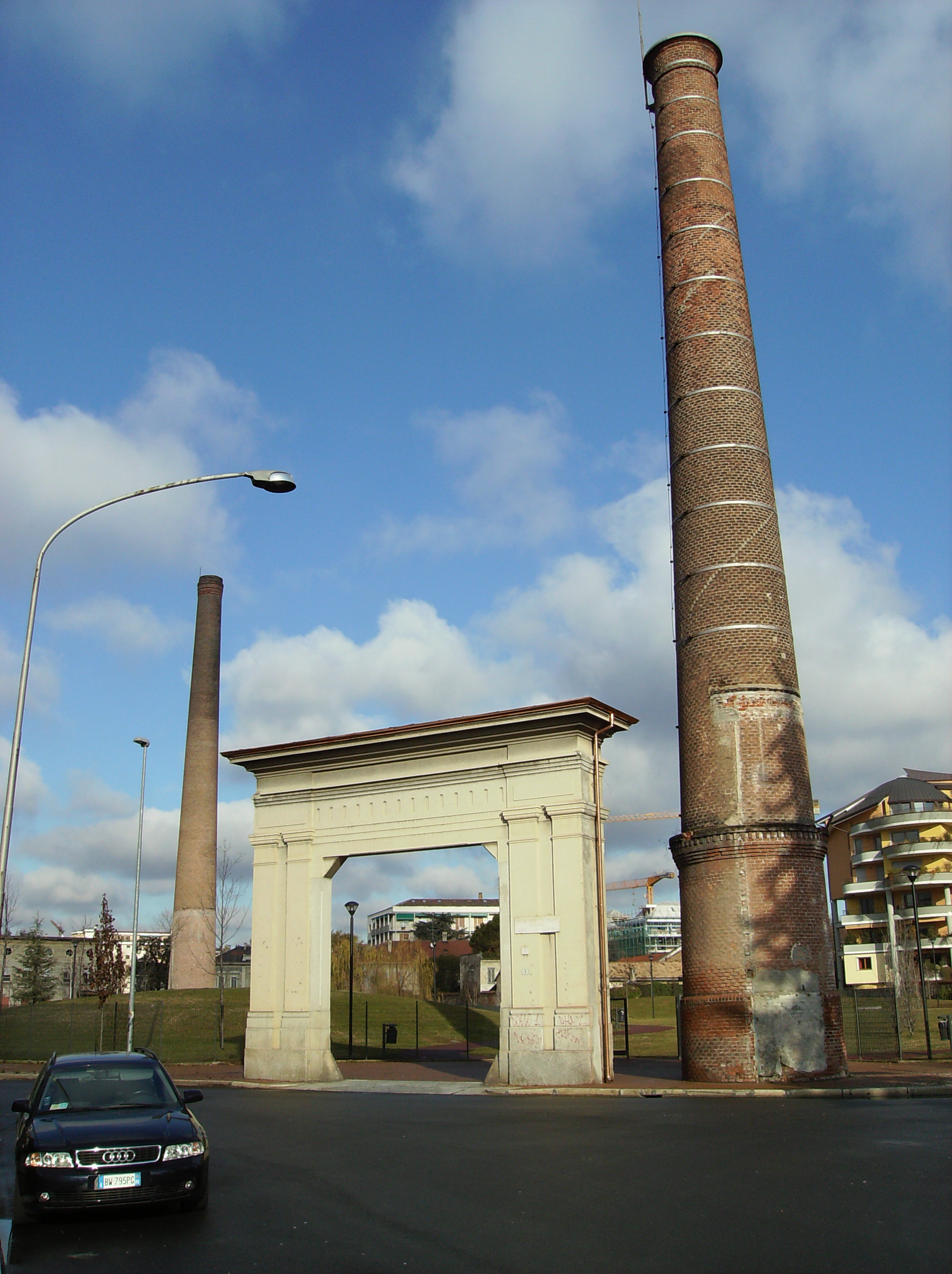
Due delle "cento" ciminiere di Busto Arsizio appartenenti al cotonificio "Giovanni Milani & Nipoti"

Busto Arsizio è stata per anni uno dei più importanti centri tessili d'Italia, tanto da essere conosciuta anche all'estero. Già agli inizi dell'800 vi troviamo la ditta "Benigno Crespi", appartenente ad una famiglia di lunga tradizione bustocca, soprannominata dei "Tengitt". Furono proprio Cristoforo Benigno Crespi e suo figlio Silvio Benigno che vollero costruire Crespi d'Adda, un villaggio operaio dominato dal castello del padrone, che simboleggiava l'autorità e benevolenza verso gli operai e le loro famiglie.
Nel 1995, il villaggio industriale di Crespi d'Adda, fu accolto da parte del Comitato per il Patrimonio Mondiale dell'UNESCO nella Lista del Patrimonio Mondiale Protetto in quanto "Esempio eccezionale del fenomeno dei villaggi operai, il più completo e meglio conservato del Sud Europa".
In città si ebbe formazione di un ceto di imprenditori che avviò le prime manifatture tessili. Contemporaneamente si creò la figura dell'operaio-contadino che trovava impiego in tali manifatture senza però mai trascurare completamente le attività agricole. Con il passare del tempo l'Altomilanese si apprestava a diventare un motore pulsante dell'economia lombarda ed un'area di eccellenza dell'industria manifatturiera nazionale. Busto Arsizio iniziò ad essere chiamata "la Manchester d'Italia" o "la città delle 100 ciminiere".
Tra le industrie che hanno fatto la storia di Busto Arsizio, si possono ricordare la Tintoria Giovanni Garavaglia (1863), la Società Anonima Airoldi e Pozzi (1863), la Giovanni Milani & Nipoti (1870), il Cotonificio Venzaghi (1876), il Cotonificio Enrico Candiani (1876), la Metallurgica Marcora (1878), le Officine Meccaniche Rodolfo Comerio (1878), il Cotonificio Giuseppe Pozzi (1878), la Tintoria Roberto Cerana (1880), la Tintoria Pietro Garavaglia (1880), le Industrie Grafiche Servi (1880) la Società Anonima Gas Molteni (1881), il Calzaturificio Giuseppe Borri (1882), il Cotonificio Lissoni Castiglioni (1888), la Manifattura Tosi (1888) e le Officine Meccaniche Ercole Comerio (1890).
Nel 1917 gli imprenditori dell'area bustese diedero vita alla Federazione Industriale dell'Alto Milanese. Dopo la pausa corporativa del ventennio fascista (prima della seconda guerra mondiale contava la presenza di 65 industrie), gli imprenditori di Busto Arsizio si unirono nell'Unione Bustese degli Industriali nel 1949.
Nel 1951 si decise la creazione, sul confine sud della città, della cosiddetta "Mostra del Tessile". Realizzata dalla ditta Mario Saporiti di Tradate, fu opera degli uomini più conosciuti e avveduti della città: il banchiere Benigno Airoldi, gli industriali Antonio Tognella, Carlo Schapira, Enrico Candiani, Alessandro Pozzi, il sindaco Giovanni Rossini, i parlamentari Cipriano Facchinetti, Morelli, Tosi.
Se negli anni cinquanta del XX secolo, per quanto riguarda il settore tessile, Busto Arsizio era prevalentemente una scuola di taglio e cucito orientata alla produzione, al giorno d'oggi invece l'orientamento è quello dello sviluppo tecnico.
L'industria bustocca si è comunque molto diversificata, anche a causa della crisi che ha investito il settore tessile. La città ha saputo far fronte al declino del tessile in due modi: incentivando altri campi del settore secondario (l'industria meccanica, la lavorazione della plastica e l'edilizia) e sviluppando costantemente il settore commerciale e del terziario.

### Servizi

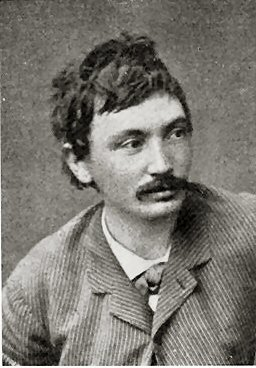
Enrico dell'Acqua

Anche per quanto riguarda il settore terziario, si hanno illustri esempi di eccellenza già nei secoli passati. Basti pensare che l'Antico Salumificio Bustese esportava in America già alla fine dell'Ottocento, oppure che in quegli stessi anni Enrico dell'Acqua, pioniere dell'esportazione cotoniera in Italia e soprannominato "il principe mercante" da Luigi Einaudi, aveva creato un'importante rete di commercio soprattutto con l'America Latina.
Nel settore creditizio, di particolare rilievo storico è la fondazione, avvenuta nel 1873 ad opera di Eugenio Cantoni, Pasquale Pozzi ed altri imprenditori legati all'industria cotoniera, della "Banca di Busto Arsizio" che poi, nel 1911 si trasformerà nella "Società Italiana di Credito Provinciale", antesignana della "Banca Italiana di Sconto", uno dei principali istituti di credito italiano negli anni a cavallo della prima guerra mondiale.
Il terziario locale bilancia in numero di addetti l'attività manifatturiera, da sempre vocazione del comune di Busto Arsizio. Secondo i dati del 2005 relativi al tessuto economico della città, le imprese sono in totale 7 342. Per quanto riguarda la ripartizione per settore, commercio (1 846 imprese) e attività immobiliari (1 800 imprese) ricoprono il maggior numero di imprese attive. Le attività manifatturiere contano 1 255 imprese attive.
A Busto Arsizio ha una sede il gruppo Biocell Center, costituito da aziende in Italia, Svizzera e Stati Uniti è il primo centro ricerche al mondo ad aver sviluppato un metodo di trattamento e crioconservazione delle cellule staminali amniotiche.

## Infrastrutture e trasporti

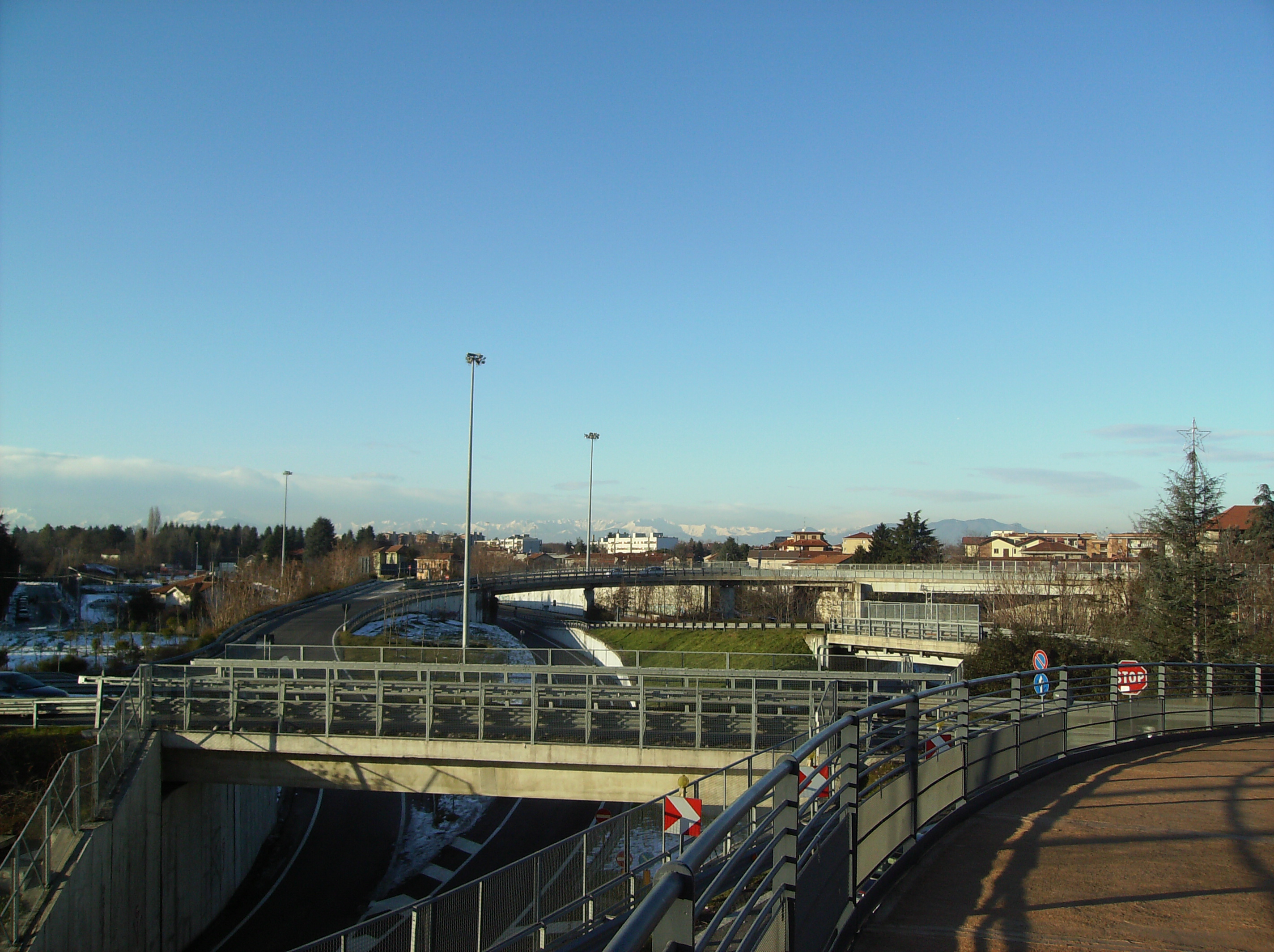
Svincoli in località "Cinque Ponti"

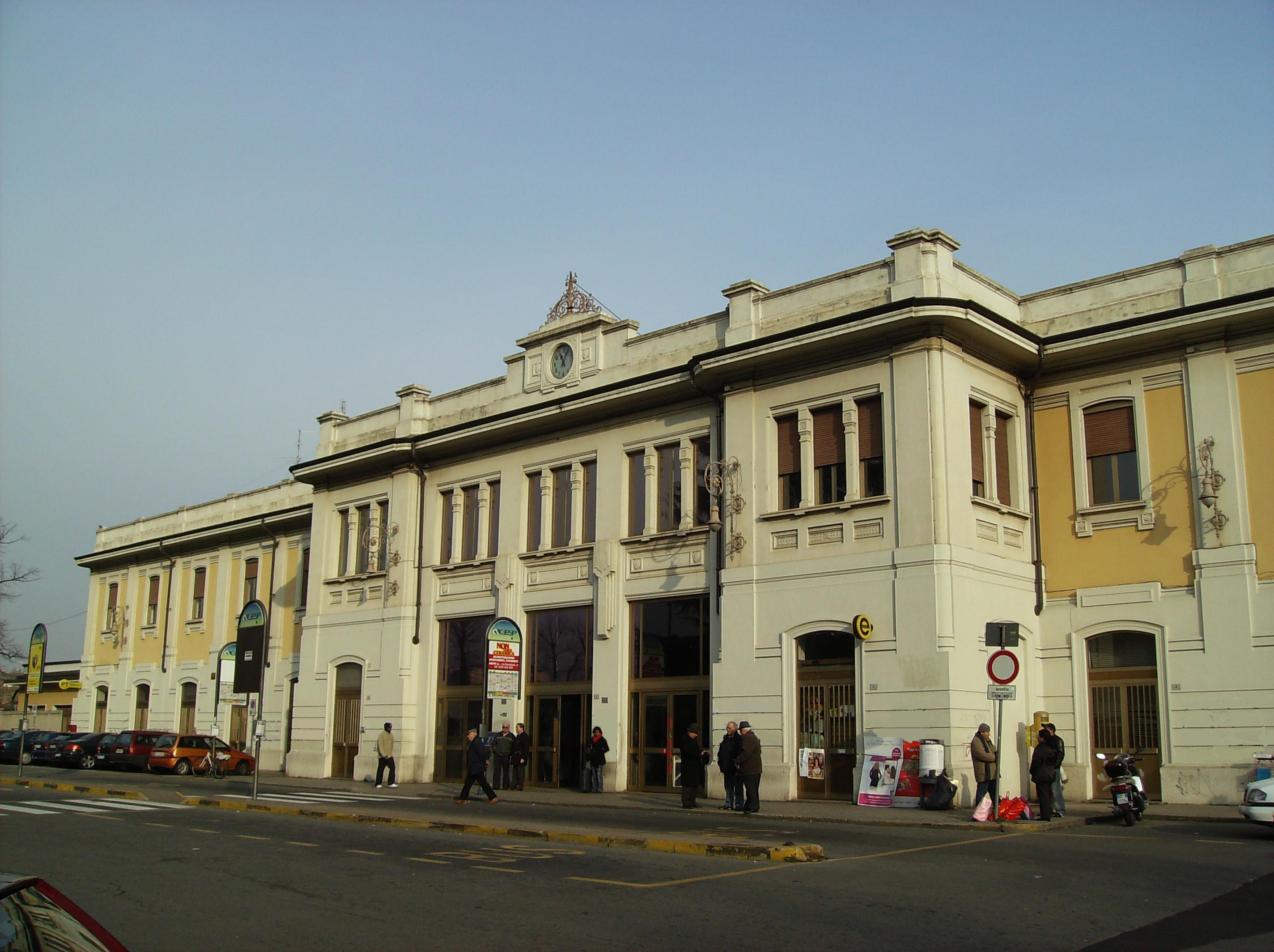
Facciata della stazione RFI

### Strade
Busto Arsizio è servita dall'Autostrada dei Laghi e dalla strada statale 336 dell'Aeroporto della Malpensa, nonché dalle strade statali numero 33 del Sempione, 341 Gallaratese e 527 Bustese.

### Ferrovie e tranvie
La città dispone della stazione di Busto Arsizio, posta lungo la ferrovia del Sempione e gestita da Rete Ferroviaria Italiana e dalla stazione di Busto Arsizio Nord, posta sulla linea Novara-Seregno e località di diramazione per la Busto Arsizio-Malpensa Aeroporto, gestita da Ferrovienord.
Entrambi gli impianti sono serviti da relazioni regionali e suburbane gestite da Trenord e TiLo nell'ambito del contratto di servizio stipulato con la Regione Lombardia.
Fra il 1881 e il 1951 la città era altresì servita dalla tranvia Milano-Gallarate, gestita dalla STIE.

### Mobilità urbana
La mobilità urbana di Busto Arsizio è servita mediante autoservizi gestiti dalla stessa STIE e dalla Società Movibus.

## Amministrazione

### Elenco dei sindaci di Busto Arsizio

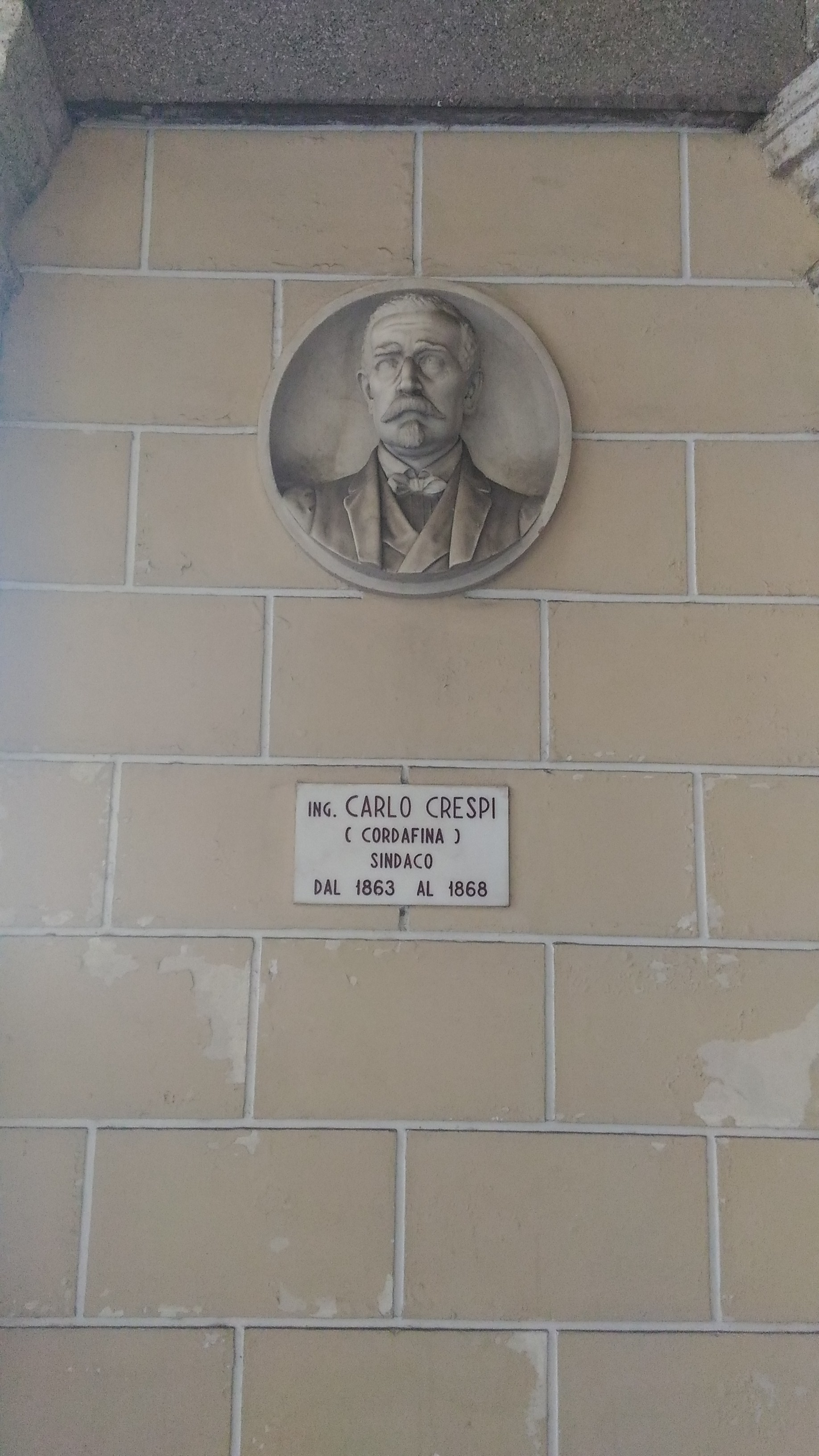
Busto di Carlo Crespi presso Palazzo Gilardoni

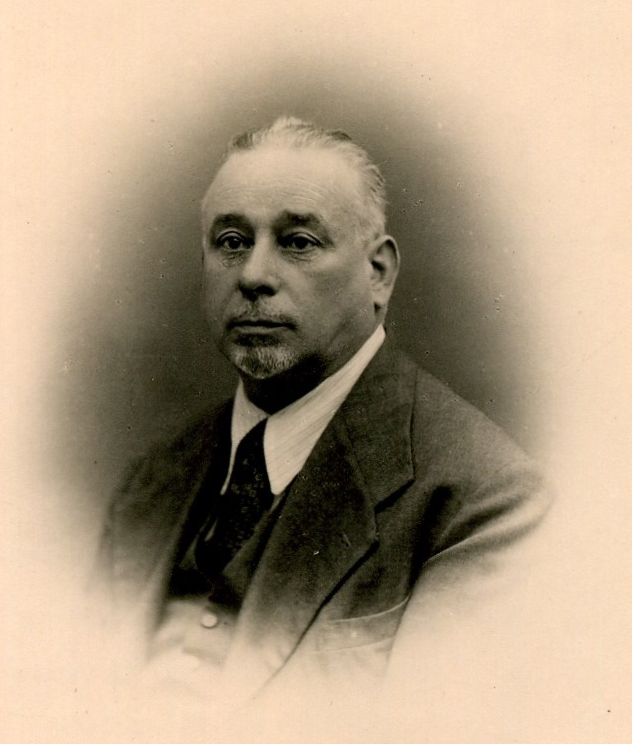
Il sindaco Carlo Azimonti

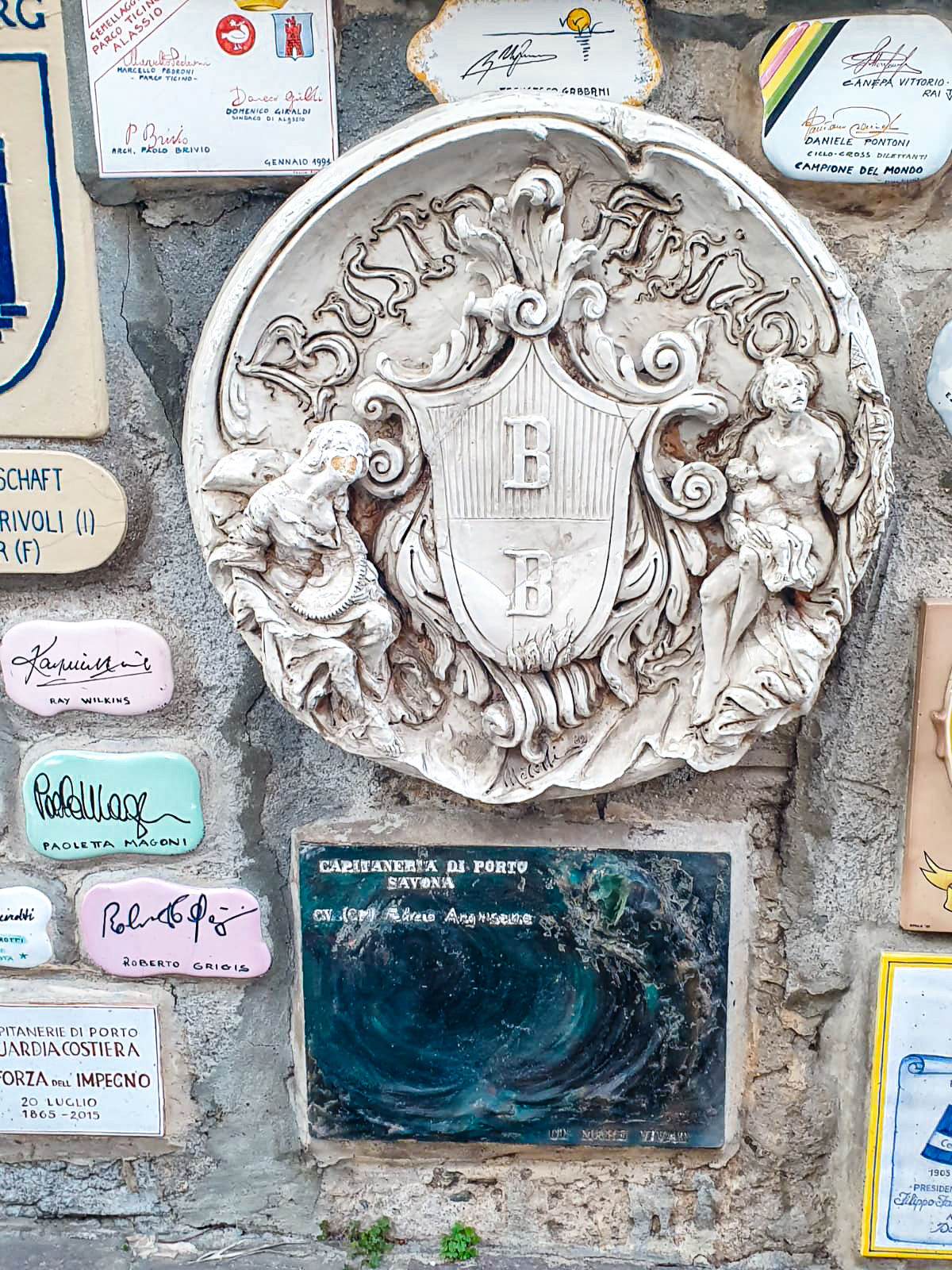
Riproduzione scultorea dello stemma bustocco sul Muretto di Alassio.

| Periodo          | Periodo           | Primo cittadino                   | Partito                                      | Carica                                            | Note            |
| ---------------- | ----------------- | --------------------------------- | -------------------------------------------- | ------------------------------------------------- | --------------- |
| 1850             | 1853              | Carlo Tosi                        |                                              | Sindaco                                           |                 |
| 1853             |                   | Cesare Rossi                      |                                              | Sindaco                                           |                 |
| 1856             | 1863              | Pasquale Pozzi                    |                                              | Sindaco                                           |                 |
| 1863             | 1868              | Carlo Crespi (detto Cordafina)    |                                              | Sindaco                                           |                 |
| 1868             | 1872              | Carlo Tosi                        |                                              | Sindaco                                           |                 |
| 1872             | 1º gennaio 1874   | Luigi Krumm                       |                                              | Assessore anziano                                 |                 |
| 2 gennaio 1874   | 11 luglio 1875    | Luigi Krumm                       |                                              | Sindaco                                           |                 |
| 1875             | 1884              | Giuseppe Lualdi                   |                                              | Sindaco                                           |                 |
| 1884             |                   | Orsino Orsini                     |                                              | Commissario                                       |                 |
| 1884             |                   | Angelo Gambero                    |                                              | Sindaco f.f.                                      |                 |
| 1884             | 1885              | Ernesto Travelli                  |                                              | Sindaco f.f.                                      |                 |
| 1885             | 1889              | Paolo Crespi Porro                |                                              | Sindaco f.f.                                      |                 |
|                  |                   | Leopoldo Candiani                 |                                              | Sindaco                                           |                 |
|                  |                   | Ercole Marinoni                   |                                              | Sindaco                                           |                 |
| 1890             | 1895              | Attilio Ballarati                 |                                              | Sindaco                                           |                 |
| 1896             | 1902              | Pietro Tosi                       | Clericali-Moderati                           | Sindaco                                           |                 |
| 1903             | 13 marzo 1905     | Cesare Rossi                      |                                              | Sindaco                                           |                 |
| 14 marzo 1905    | 4 settembre 1908  | Giuseppe Rossi                    | Partito Radicale Italiano                    | Sindaco                                           | [ 132 ]         |
| 5 settembre 1908 | 15 luglio 1914    | Pietro Tosi                       | Clericali-Moderati                           | Sindaco                                           |                 |
| 16 luglio 1914   | 5 agosto 1922     | Carlo Azimonti ("Pá Carloeu")     | Partito Socialista Italiano                  | Sindaco (tra il 1918 e il 1920 come Sindaco f.f.) | [ 128 ] [ 133 ] |
| 6 agosto 1922    | 23 febbraio 1923  | Ten. Col. Emilio Plastino         |                                              | Commissario prefettizio                           | [ 134 ] [ 135 ] |
| 24 febbraio 1923 | 1930              | Ottorino Maderna                  | Blocchi Nazionali                            | Sindaco, poi Podestà                              |                 |
| 1931             | 1º settembre 1943 | Ercole Lualdi                     | Partito Nazionale Fascista                   | Podestà                                           |                 |
| 2 settembre 1943 | 25 aprile 1945    | Carlo Azimonti                    |                                              | Commissario prefettizio                           | [ 136 ]         |
| 26 aprile 1945   | 1946              | Camillo Tosi                      |                                              | Sindaco                                           |                 |
| 1946             | 1947              | Mario Grampa                      | Partito Socialista Italiano                  | Sindaco                                           | [ 137 ]         |
| 1947             | 1961              | Giovanni Rossini                  | Democrazia Cristiana                         | Sindaco                                           |                 |
| 1961             | 1970              | Gian Pietro Rossi                 | Democrazia Cristiana                         | Sindaco                                           | [ 138 ]         |
| 1970             | 1972              | Giuseppe Castiglioni              | Democrazia Cristiana                         | Sindaco                                           |                 |
| 1972             | 1974              | Giorgio Ughetto Haraszthy         | Democrazia Cristiana                         | Sindaco                                           |                 |
| 1974             | 1975              | Gian Luigi Baratelli              | Democrazia Cristiana                         | Sindaco                                           |                 |
| 1975             | 1976              | Gian Pietro Rossi                 | Democrazia Cristiana                         | Sindaco                                           |                 |
| 1976             |                   | Ascanio Besnati                   | Partito Repubblicano Italiano                | Sindaco                                           |                 |
| 1976             | 1977              | Felice Pozzi                      | Democrazia Cristiana                         | Sindaco                                           |                 |
| 1977             | 1979              | Giancarlo Tovaglieri              | Democrazia Cristiana                         | Sindaco                                           |                 |
| 1979             | 1985              | Angelo Borri (il "sindaco buono") | Democrazia Cristiana                         | Sindaco                                           | [ 141 ]         |
| 1985             | 1988              | Gian Pietro Rossi                 | Democrazia Cristiana                         | Sindaco                                           |                 |
| 1988             | 1990              | Luigi Caccia                      | Democrazia Cristiana                         | Sindaco                                           |                 |
| 1990             | 1993              | Gian Pietro Rossi                 | Democrazia Cristiana                         | Sindaco                                           |                 |
| 1993             |                   | Umberto Calandrella               |                                              | Commissario straordinario                         |                 |
| 21 novembre 1993 | 25 maggio 2002    | Gianfranco Tosi                   | Lega Nord                                    | Sindaco                                           |                 |
| 26 maggio 2002   | 30 gennaio 2006   | Luigi Enrico Rosa                 | Lega Nord                                    | Sindaco                                           |                 |
| 1º febbraio 2006 | 29 maggio 2006    | Paolo Guglielman                  |                                              | Commissario prefettizio                           |                 |
| 30 maggio 2006   | 5 giugno 2016     | Gianluigi Farioli (detto Gigi)    | Forza Italia                                 | Sindaco                                           |                 |
| 5 giugno 2016    | in carica         | Emanuele Antonelli                | Lista civica (2016) Fratelli d'Italia (2021) | Sindaco                                           |                 |

### Gemellaggi
- Domodossola[144]
- Épinay-sur-Seine[144]
- Nacfa[144]
- Cixi, dal 2017[145]

Il 20 maggio 2012 è stato siglato un patto di amicizia con il comune di Scopello.
Tra il comune di Busto Arsizio e la città di Alassio ci sono rapporti di amicizia, ed in passato c'è stata la volontà di un gemellaggio tra i due comuni.

## Sport

### Associazioni, squadre e attività sportive

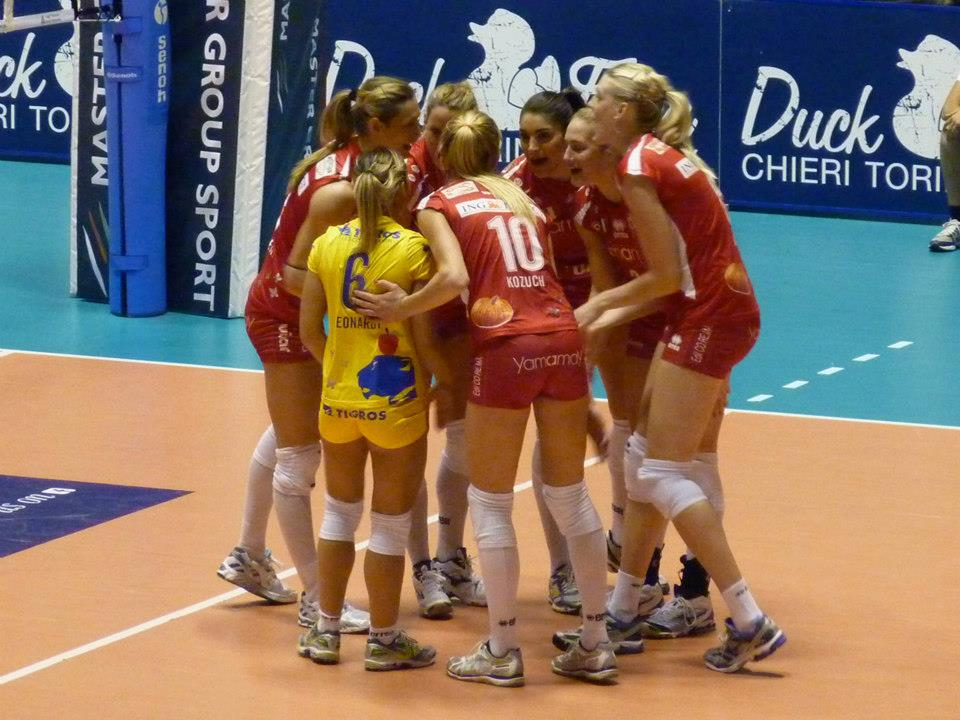
Futura Volley Busto Arsizio

La principale squadra di calcio del comune è la Pro Patria, fondata nel 1919, che milita nel campionato di Lega Pro. Nella sua storia ha disputato quattordici campionati di Serie A. Tra le squadre minori vi è il Busto 81, prima squadra cittadina dopo la Pro Patria ad essere promossa in Eccellenza nel 2017, successivamente tornata in seconda categoria.
La principale squadra locale di pallavolo femminile è la UYBA Volley, vincitrice di un campionato, tre Coppe CEV, una Coppa Italia e una Supercoppa italiana.
Busto Arsizio ha ospitato nel 2011 il Campionato europeo femminile di pallavolo, e nel 2015 il Campionato europeo maschile di pallavolo.
La Pro Patria Scherma, già Società Ginnastica Pro Patria et Libertate, fondata nel 1881, è una delle associazioni sportive più antiche d'Italia.
Nel 1997, dalla fusione delle attività agonistiche di Bustese Nuoto e Busto Pallanuoto, è nata Busto Nuoto A.S.. La squadra di nuoto sincronizzato ha vinto nel 2014 il titolo italiano nei campionati juniores.

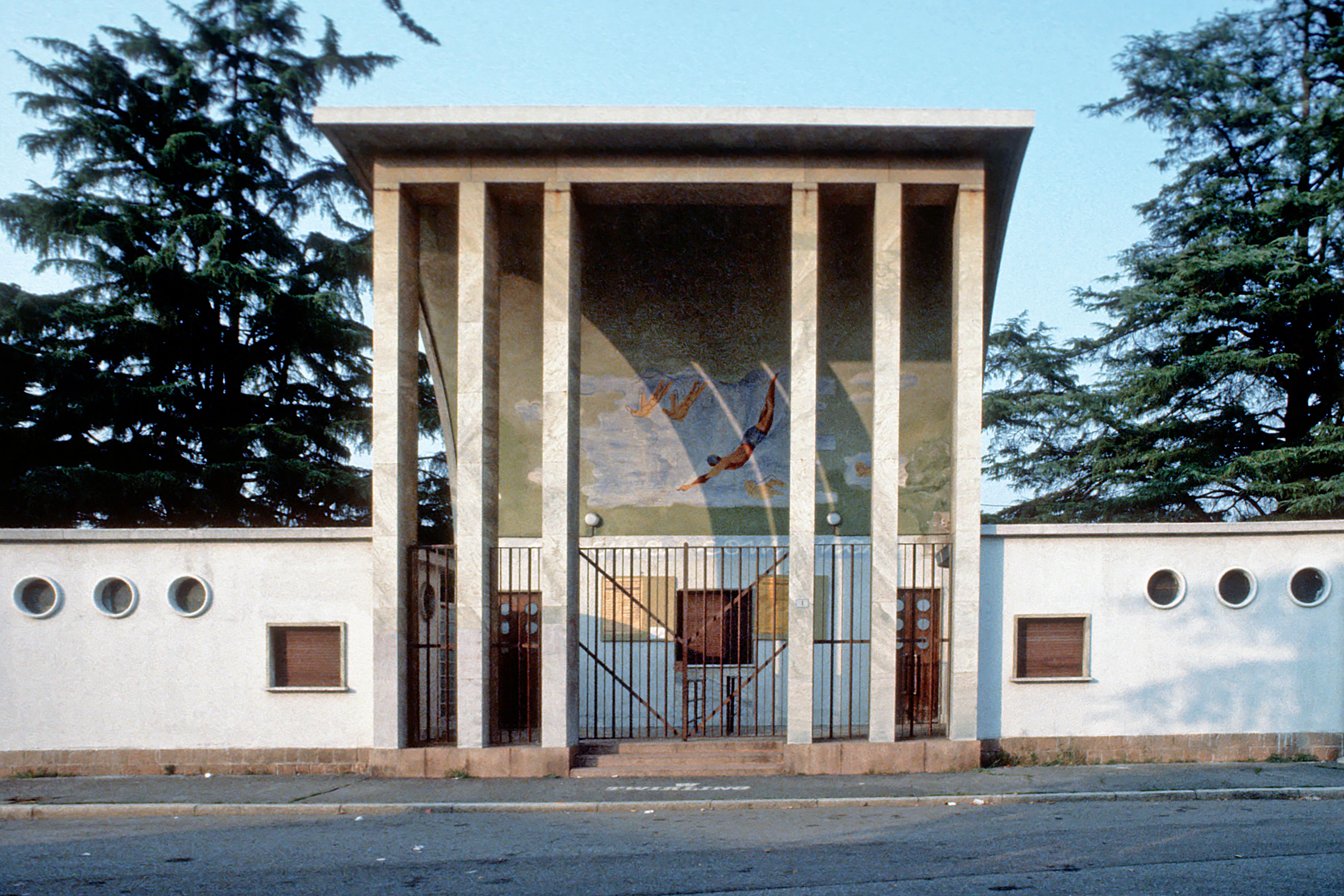
L'ingresso della piscina di via Manara prima delle modifiche apportate nel 1983

Hanno sede nel comune le società di atletica leggera Pro Patria A.R.C. Busto Arsizio e Atletica San Marco, che ha organizzato il campionato italiano di mezza maratona nel 1999.
Busto Arsizio è stata tre volte sede di tappa al Giro d'Italia: nel 1985 la prima tappa è stata vinta da Urs Freuler; nel 2001 la diciannovesima tappa, ha visto la vittoria di Mario Cipollini e nel 2012, la quindicesima tappa è stata vinta da Matteo Rabottini. Per alcuni anni si tenne nel comune la corsa in linea maschile Coppa Città di Busto Arsizio.
Tra il 1984 e il 1986 Busto Arsizio è stata la sede della società di football americano Frogs, proveniente da Gallarate, in seguito trasferitasi a Legnano. Nel 1984 vinse per la prima volta il Superbowl italiano.
Nel comune è presente una squadra di tackle football che milita in seconda divisione FIDAF, i Blue Storms, sono inoltre presenti due squadre di flag football maschile: Blue Storms e Flames Busto Arsizio ed una squadra femminile di tackle football.

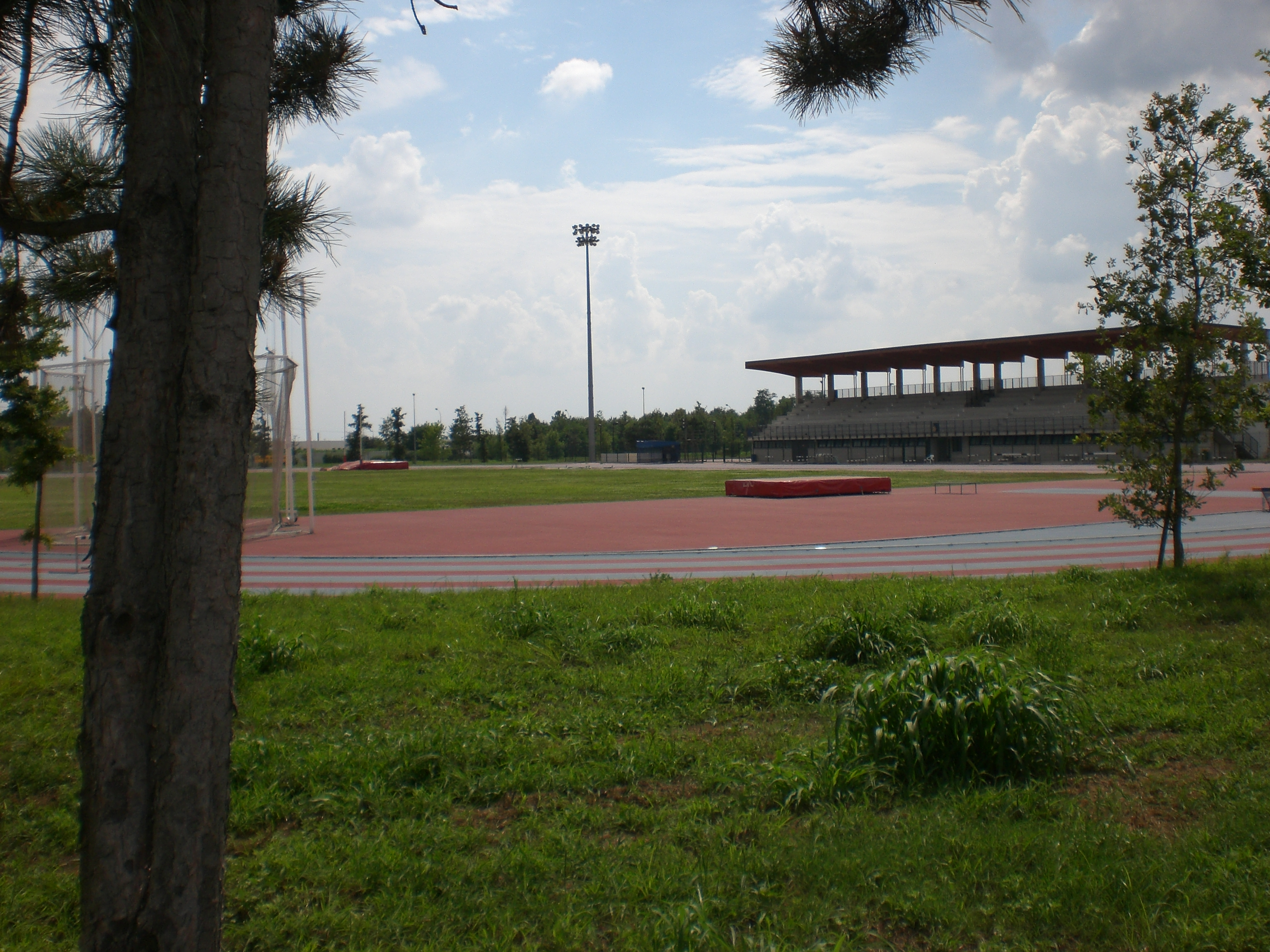
La pista di atletica leggera di Sacconago

La Pallacanestro Busto Arsizio Associazione Dilettantistica è la principale squadra di basket della città, che milita in Promozione.
Nel 1956 nasce la società Accademia Bustese Pattinaggio, una delle società italiane di più antica affiliazione alla Federazione Italiana Hockey e Pattinaggio. Fra i maggiori risultati conseguiti, figurano il titolo italiano di società negli anni 1959, 1960, 1961, 1962. Ha vinto inoltre due titoli italiani di società nel 2011 e 2012 e due titoli mondiali individuali.
La Società Mandamentale di Tiro a Segno di Busto Arsizio, ora Sezione di Tiro a Segno Nazionale, è stata fondata nel 1883. Trent'anni dopo la sua fondazione, nel 1914, Vittorio Emanuele di Savoia-Aosta, conte di Torino, inaugurò un nuovo campo di tiro destinato oltre che ai cittadini di Busto Arsizio e zone limitrofi, anche all'addestramento dei militari della Caserma "S.Ten. Ugo Mara" di Solbiate Olona. L'organizzazione di tiro a segno, assolve senza fini di lucro, in ambito territoriale, i compiti istituzionali e sportivi dell'Unione Italiana Tiro a Segno.
Inoltre, dal 1978 ha sede nel comune la società di twirling Club Twirling Sacconago nel quale ha militato Chiara Stefanazzi.
Dal 1991, si corre annualmente la "Maratonina", manifestazione podistica non competitiva.
Nel 2012 e nel 2015, si è disputato il torneo di tennis Busto Arsizio Open, facente parte della categoria ITF Men's Circuit.
Nel 2023 Busto Arsizio viene nominata Città Europea dello Sport.

### Impianti sportivi

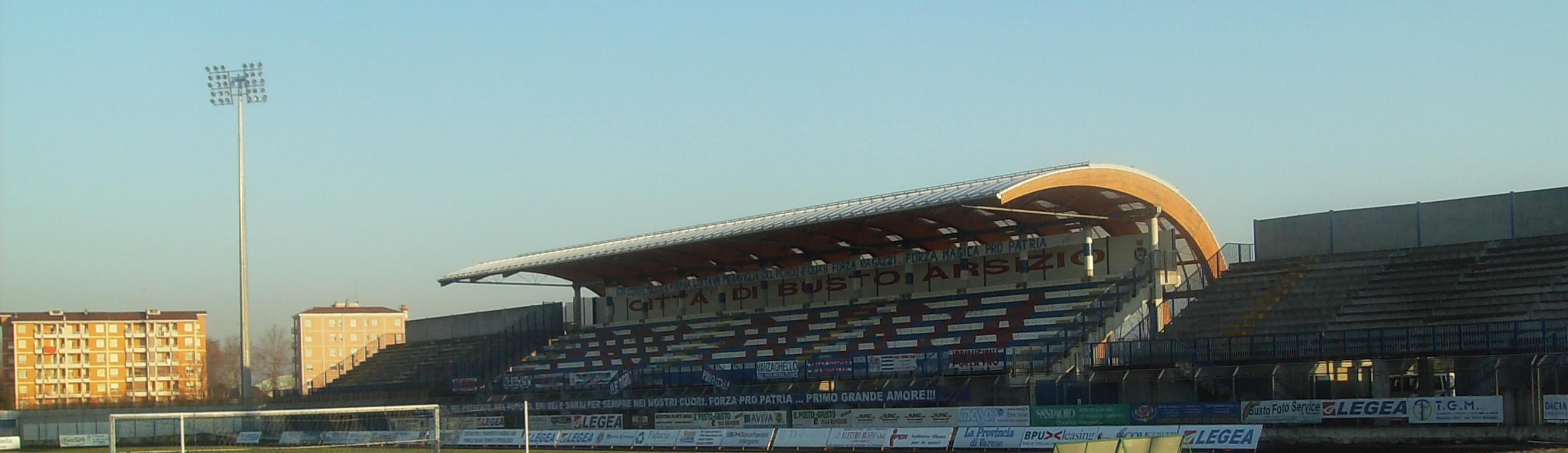
Stadio Carlo Speroni

Lo stadio Carlo Speroni, costruito nel 1927 ha subito varie ristrutturazioni ed ampliamenti, l'ultima delle quali nel luglio 2011 con la creazione di un'ulteriore curva nel settore ospiti. Viene utilizzato principalmente per le partite di calcio casalinghe della Pro Patria, nel 2011 ha ospitato la finale nazionale del Campionato italiano di football a 9.
Il PalaPiantanida, intitolato a Maria Piantanida, ospita gli incontri casalinghi della UYBA Volley. Nel 2011 è stato una delle quattro sedi che hanno ospitato il campionato europeo femminile di pallavolo, organizzato congiuntamente da Italia e Serbia.
Il campo sportivo Carlo Reguzzoni (oggi demolito) era un impianto con pista di atletica leggera. Aveva uno sviluppo di 414 metri, il rettilineo finale lungo 150 metri e le curve con sopraelevazione massima di 65 centimetri. Nel 1922 ospitò i tredicesimi campionati italiani assoluti di atletica leggera, evento condiviso con la città di Milano.
Ha sede in città il centro di atletica leggera Angelo Borri.